# Chiesa di San Fiorenzo (Bastia Mondovì)
La chiesa di San Fiorenzo è una chiesa di Bastia Mondovì in provincia di Cuneo. È il risultato di diverse ristrutturazioni e rimaneggiamenti, avvenute nel corso dei secoli.

## Storia
Prima dell'anno 1000 era una piccola cappella, successivamente ingrandita. Venne affrescata ai primi del Trecento.
Nel XIV-XV secolo venne edificata una grande navata gotica, trasformando in presbiterio la cappella precedente. Nel 1472, su committenza del signore di Carassone, Bonifacio della Torre, l'interno della chiesa venne decorato con un ciclo di affreschi che copre 326 m² e illustra gli episodi più importanti del Nuovo Testamento, delle vite di san Fiorenzo e di sant'Antonio abate.
Nel 2013 vengono installate sul sagrato due sculture in acciaio di Fernando Bassani: Il Cantico di una Vita e Camminando Insieme.

## Affreschi quattrocenteschi

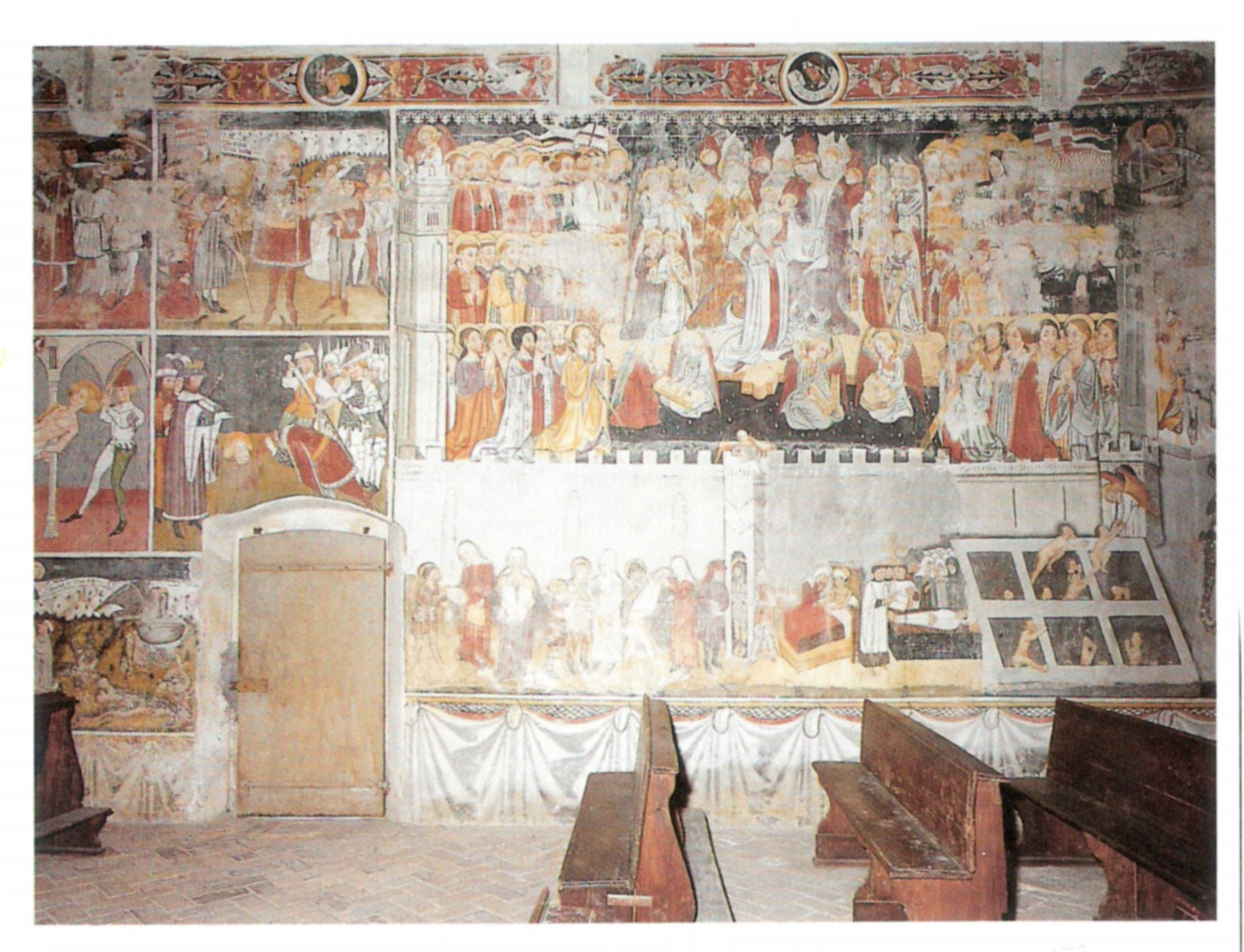
Particolare degli affreschi della Chiesa

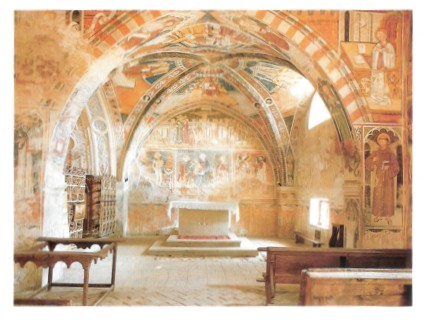
Particolare degli affreschi della Chiesa

I grandi riquadri occupano tutti gli spazi delle pareti, come in una sacra rappresentazione medioevale. Negli episodi della Vita di san Fiorenzo il santo è raffigurato come un martire della Legione Tebea ed evangelizzatore.
Nel Paradiso, o Gerusalemme celeste, accanto alla Vergine incoronata vengono accolte le anime di quanti compiono sulla terra le prescritte sette opere di misericordia e perseguono la strada della virtù. L'Inferno è raffigurato in modo realistico, con la serie dei vizi inghiottita dalla bocca del drago infernale.
Dodici riquadri mostrano scene della Vita di sant'Antonio abate. Nell'ultimo riquadro è presente la scritta in caratteri gotici: "MCCCCLXXII die XXIII MENSIS iunii hoc opus fecit fieri facius turrinus"
Sulla controfacciata sono raffigurati episodi dell'Infanzia di Gesù, prendendo spunto anche dai vangeli apocrifi; sulla parete laterale sinistra, in ventidue riquadri appare la Passione, morte e resurrezione di Gesù Cristo, la cui immagine è il punto di riferimento determinante di tutta la narrazione; sulla parete dell'altare situata nel presbiterio, spicca la Crocefissione, con sottostanti figure di Santi e affreschi risalente ai primi del Trecento: sulla parete destra è raffigurato San Giorgio che uccide il drago, sulla volta il Cristo benedicente e i quattro evangelisti; dalla parete sinistra si accede ad una cappella laterale in stile barocco dove si presuppone siano conservate le spoglie di San Fiorenzo, come testimonia un'antica lapide che recita: "D.o.m hac iacent in hara osa d.flor m.ex leg. teb"
Diversi artisti sono gli autori del ciclo pittorico di San Fiorenzo, tra i quali troviamo il Mazuchus; questi hanno caratterizzato le loro opere nello stile gotico internazionale, non solo nel Sud del Piemonte.

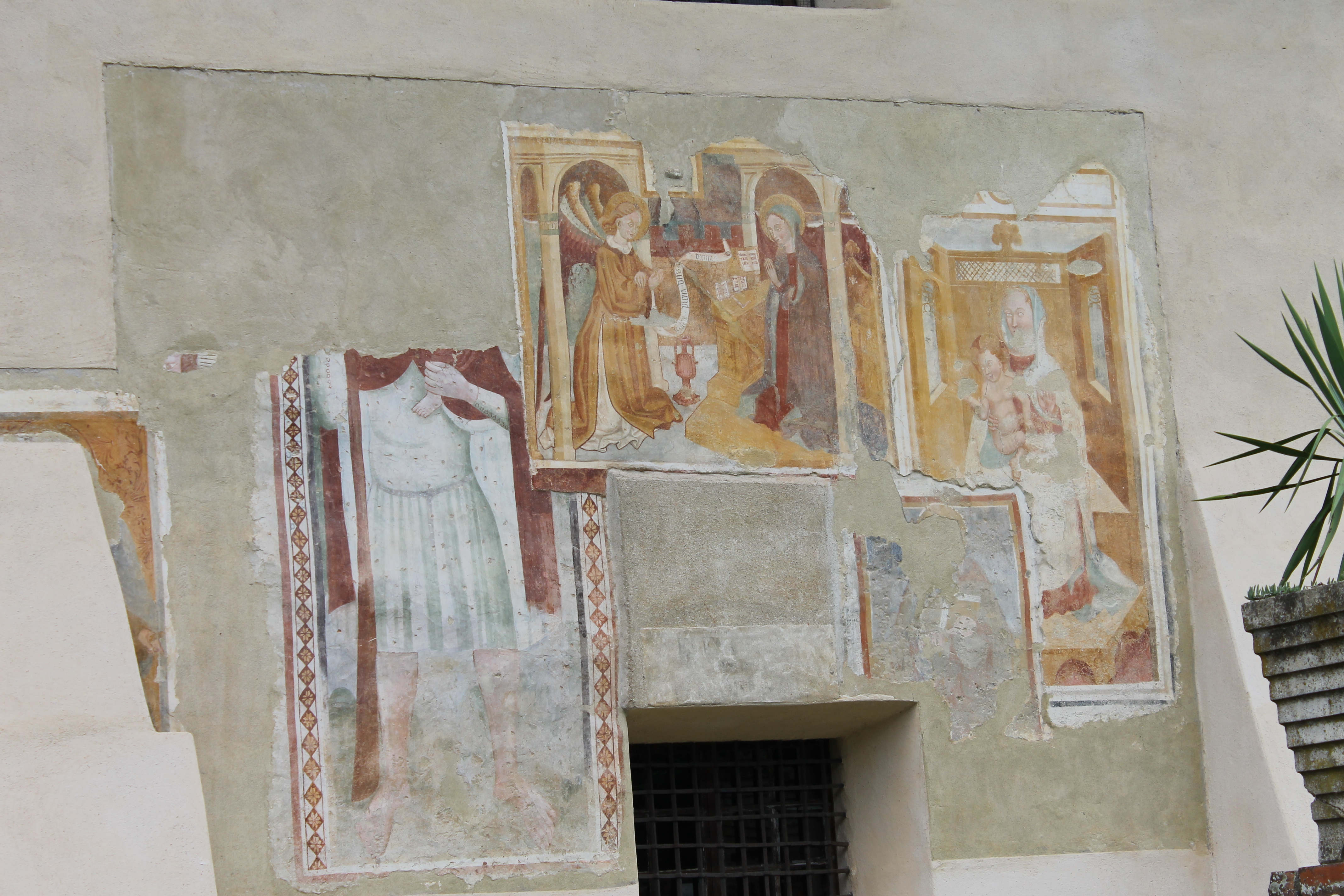
Esterno della chiesa di San Fiorenzo
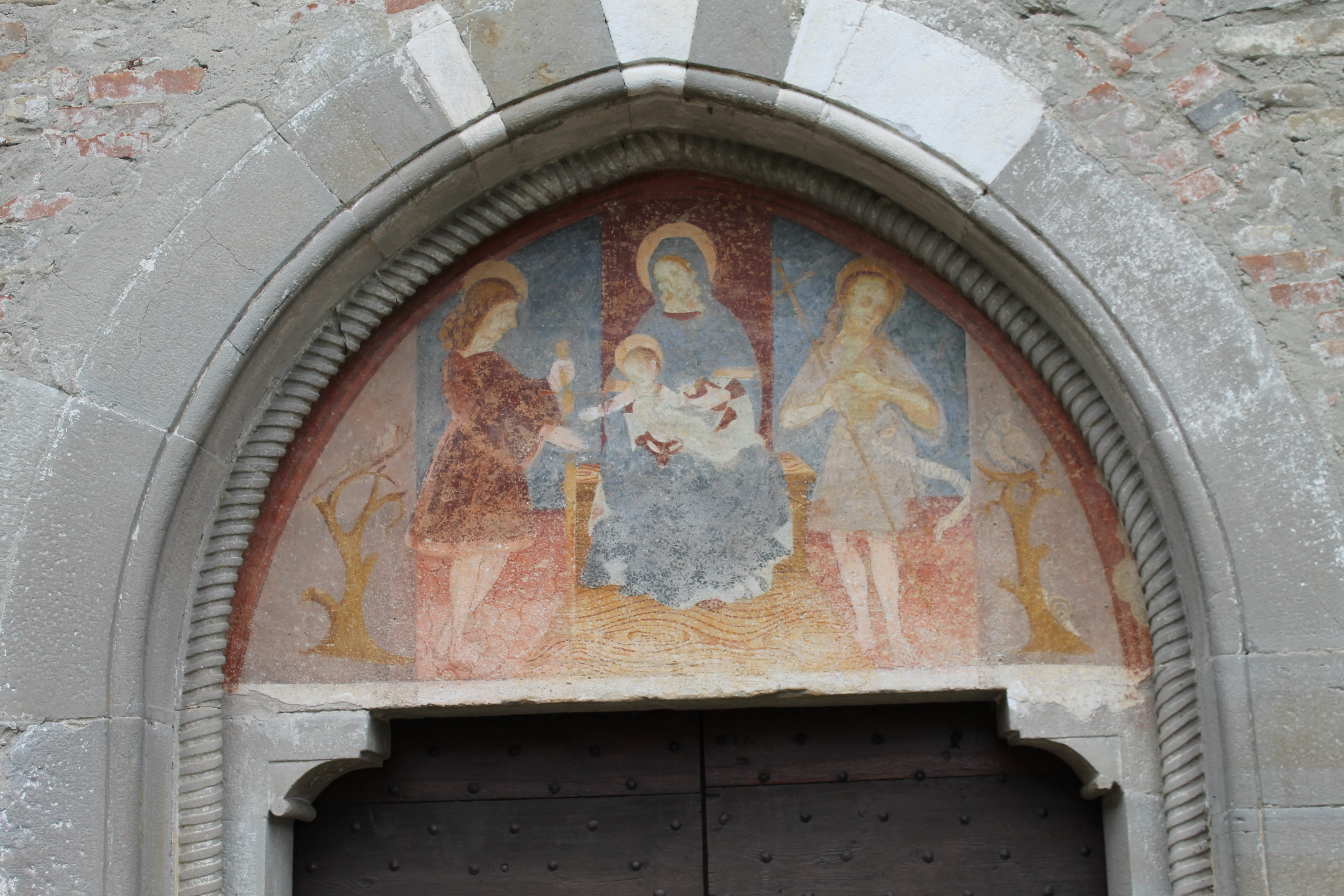
Porta della chiesa
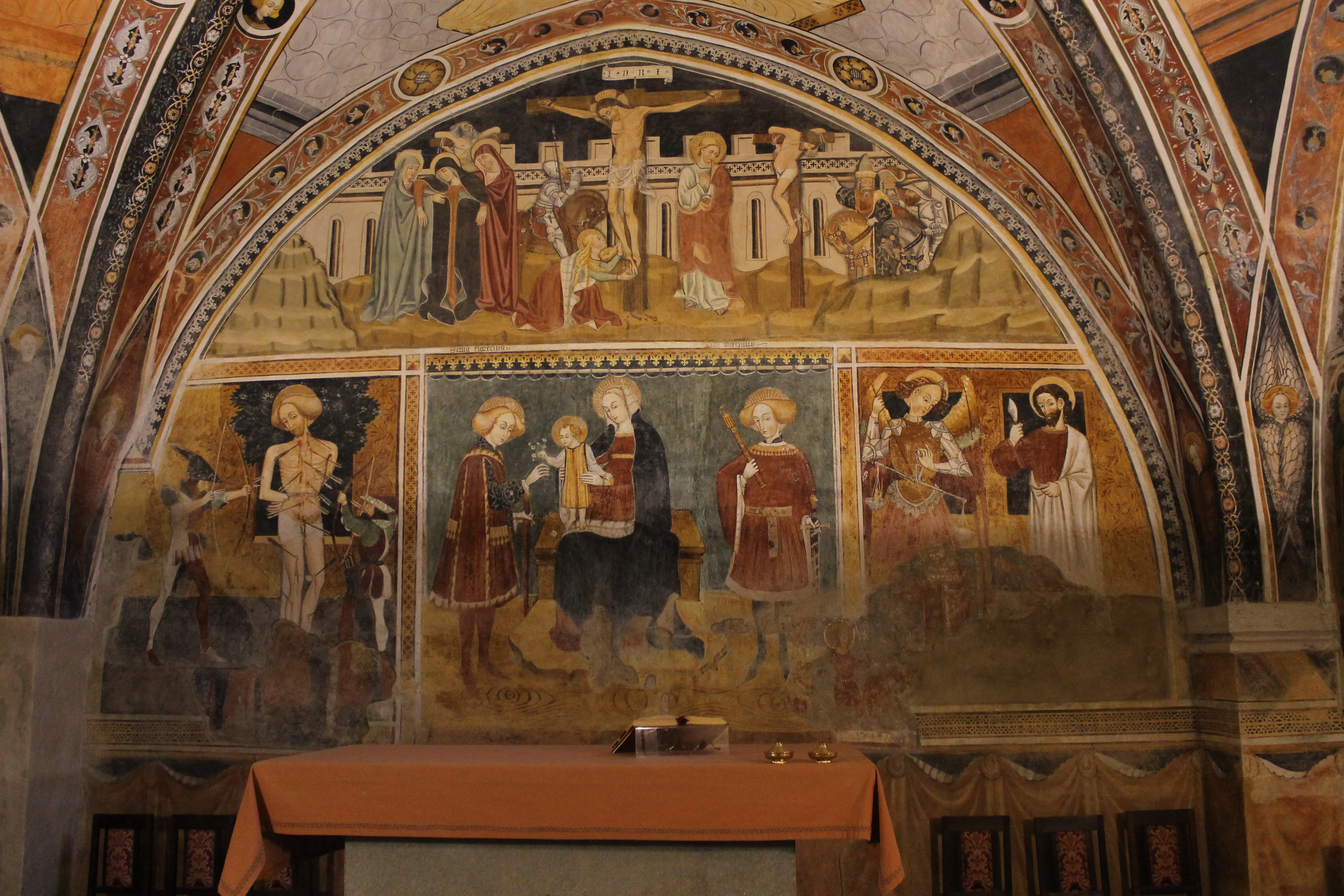
altare
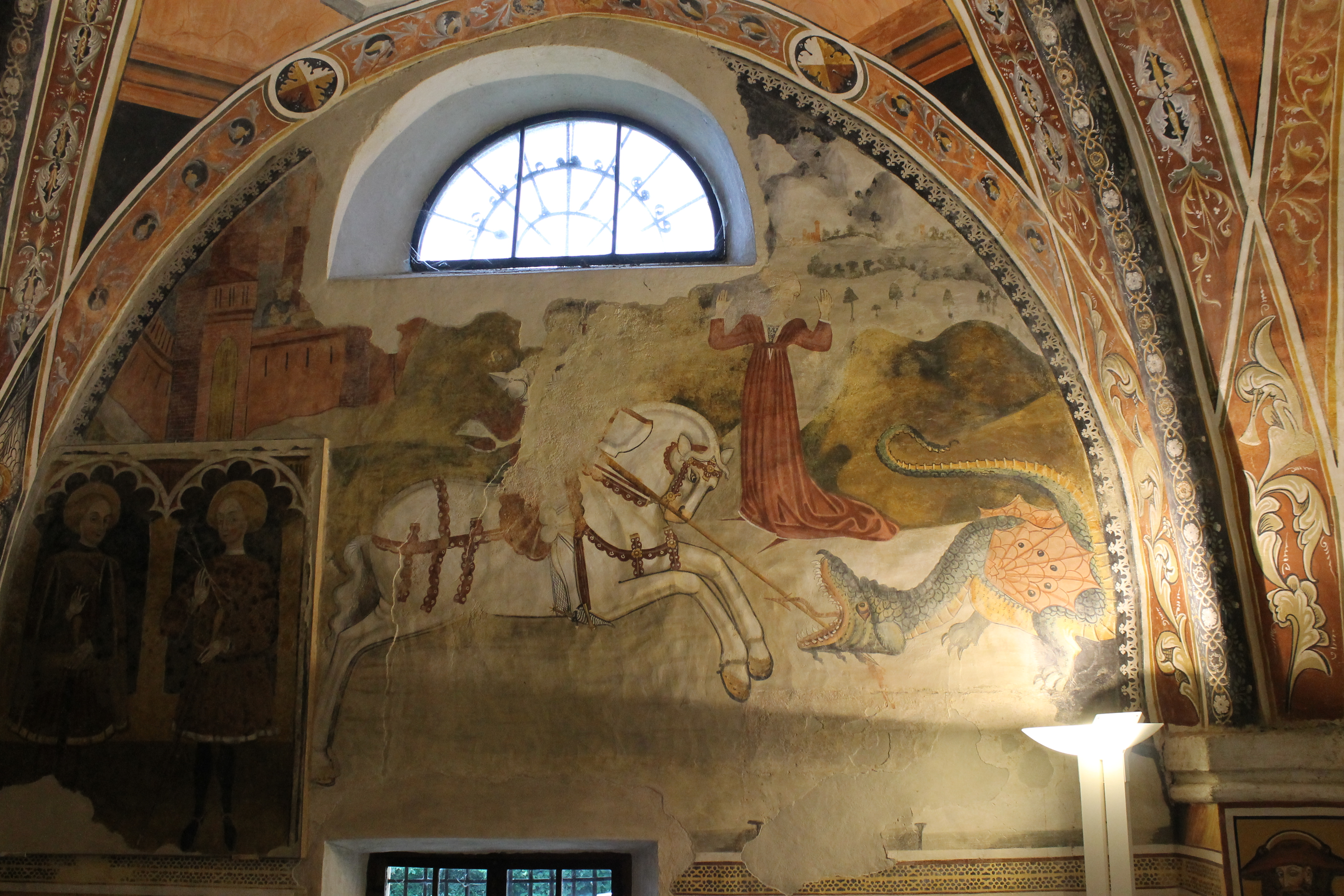
San Giorgio e il drago
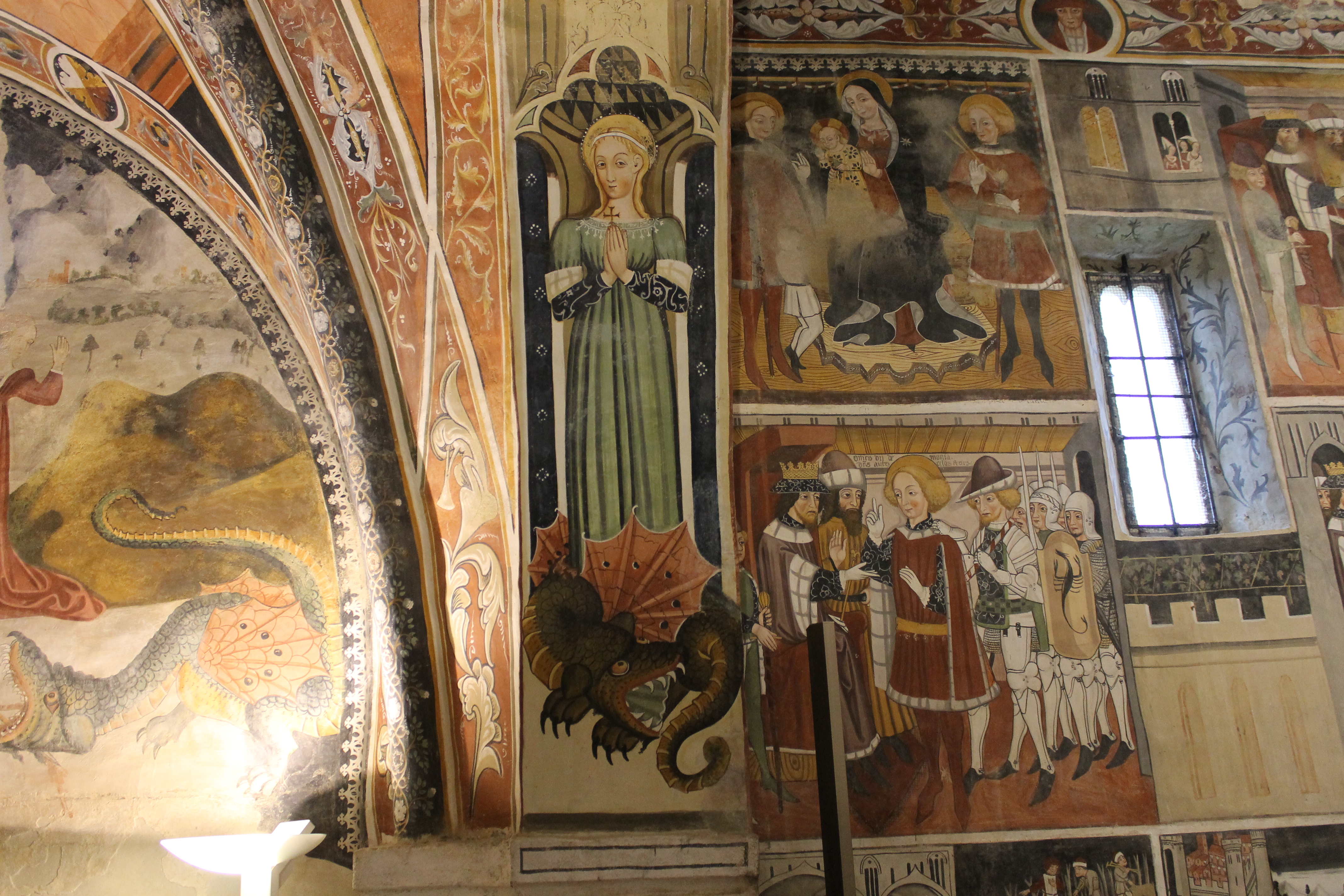
Santa Margherita di Antiochia
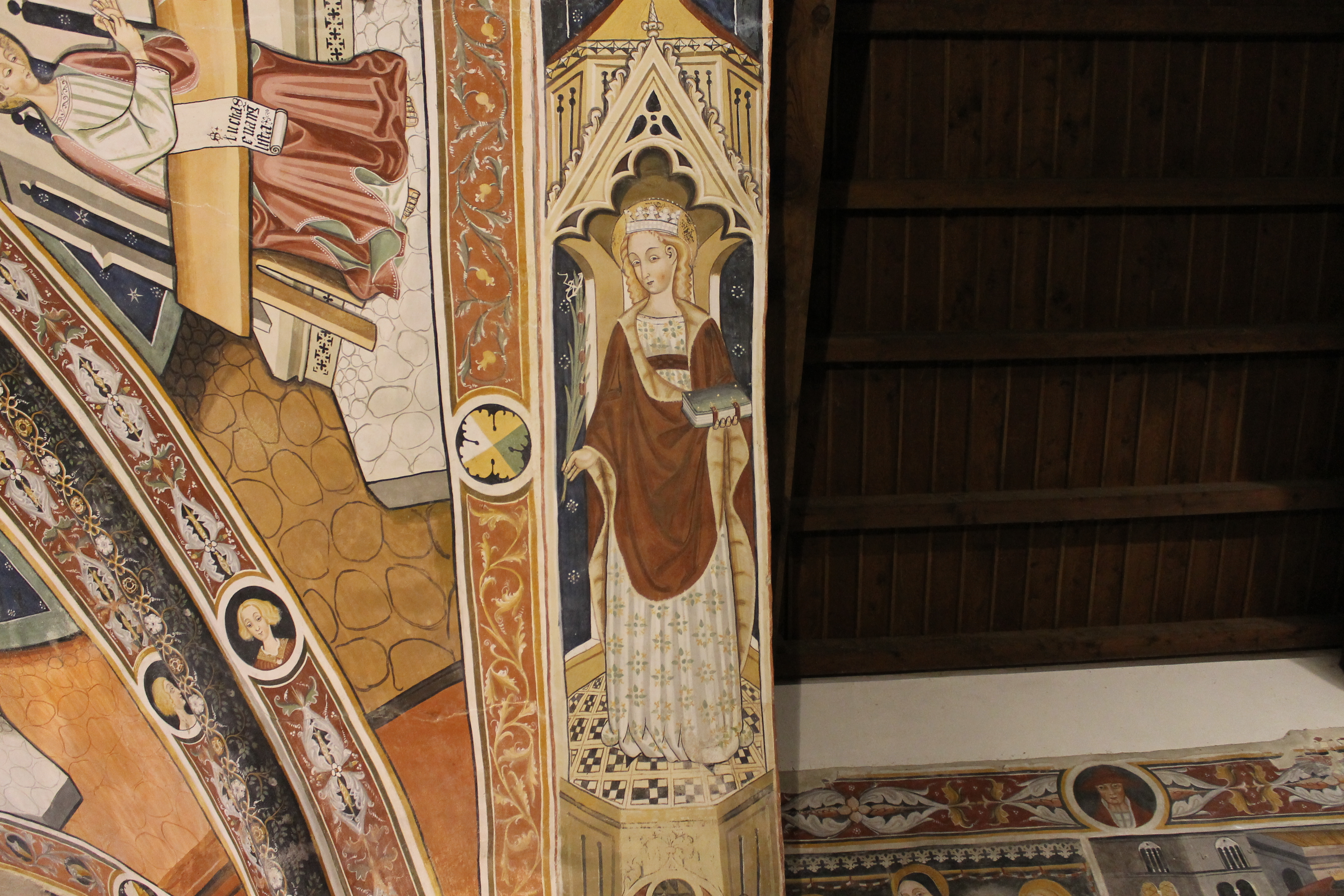
Santa Caterina d'Alessandria
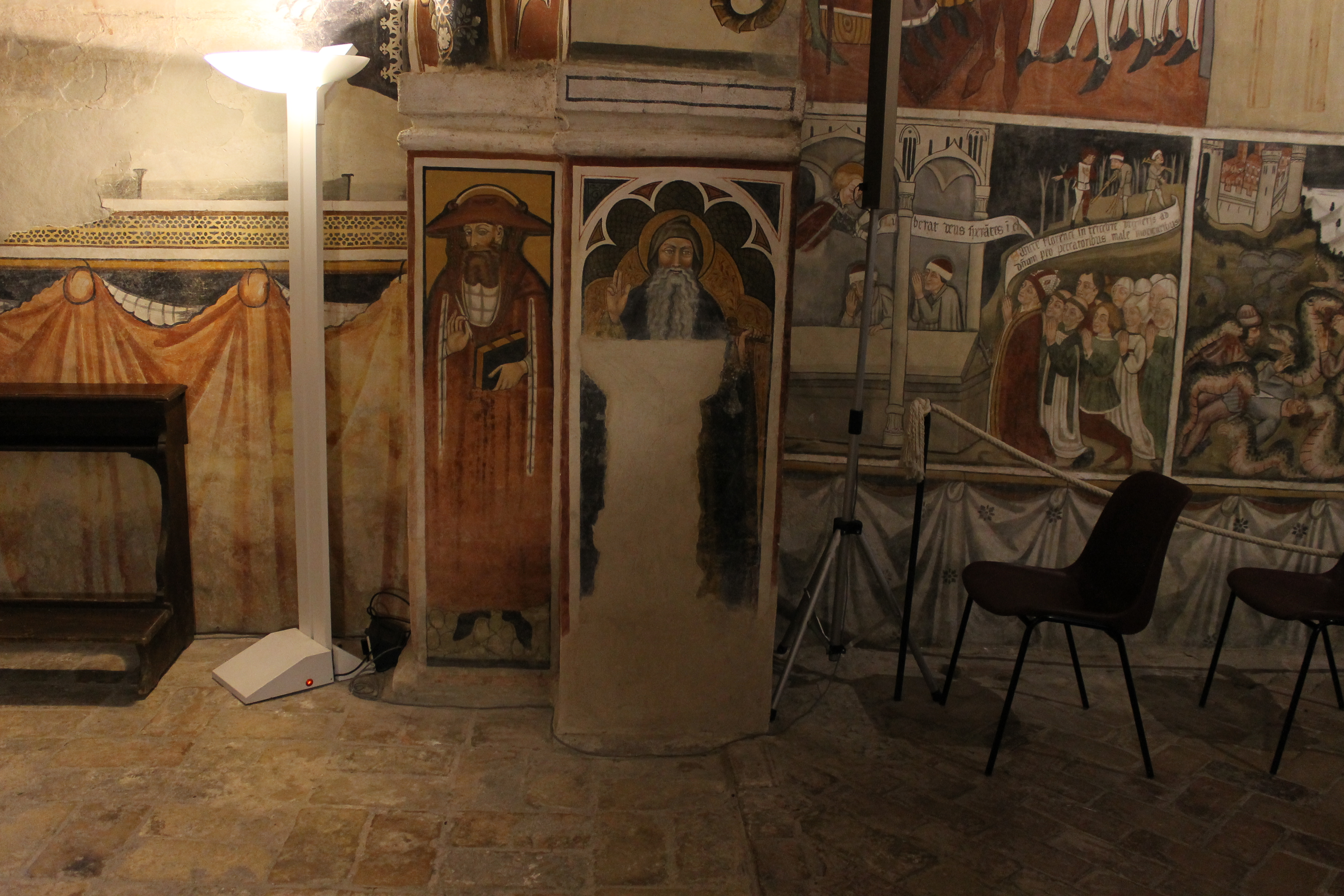
Santi Gerolamo e Antonio Abate
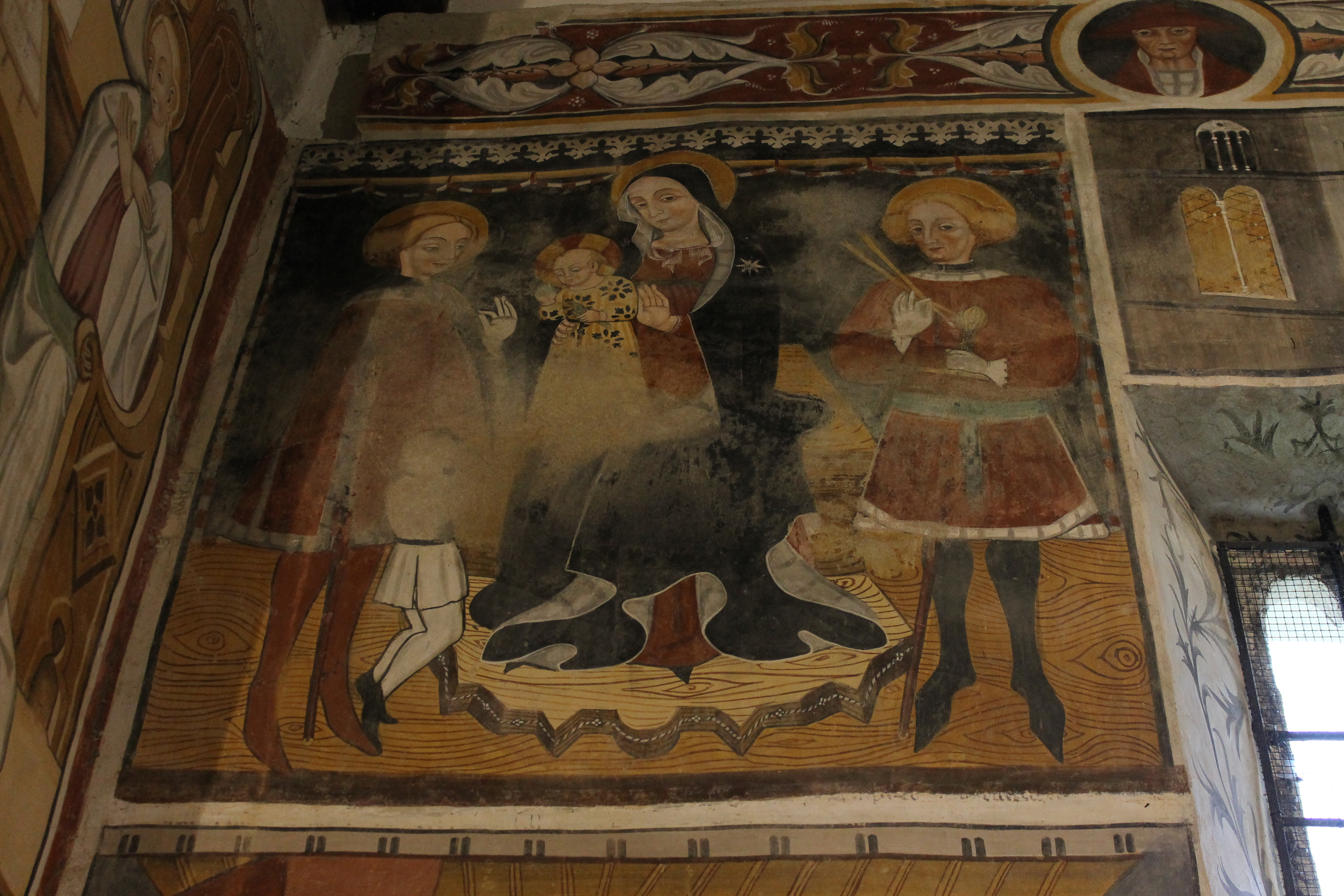
Madonna con Bambino tra San Fiorenzo e San Martino
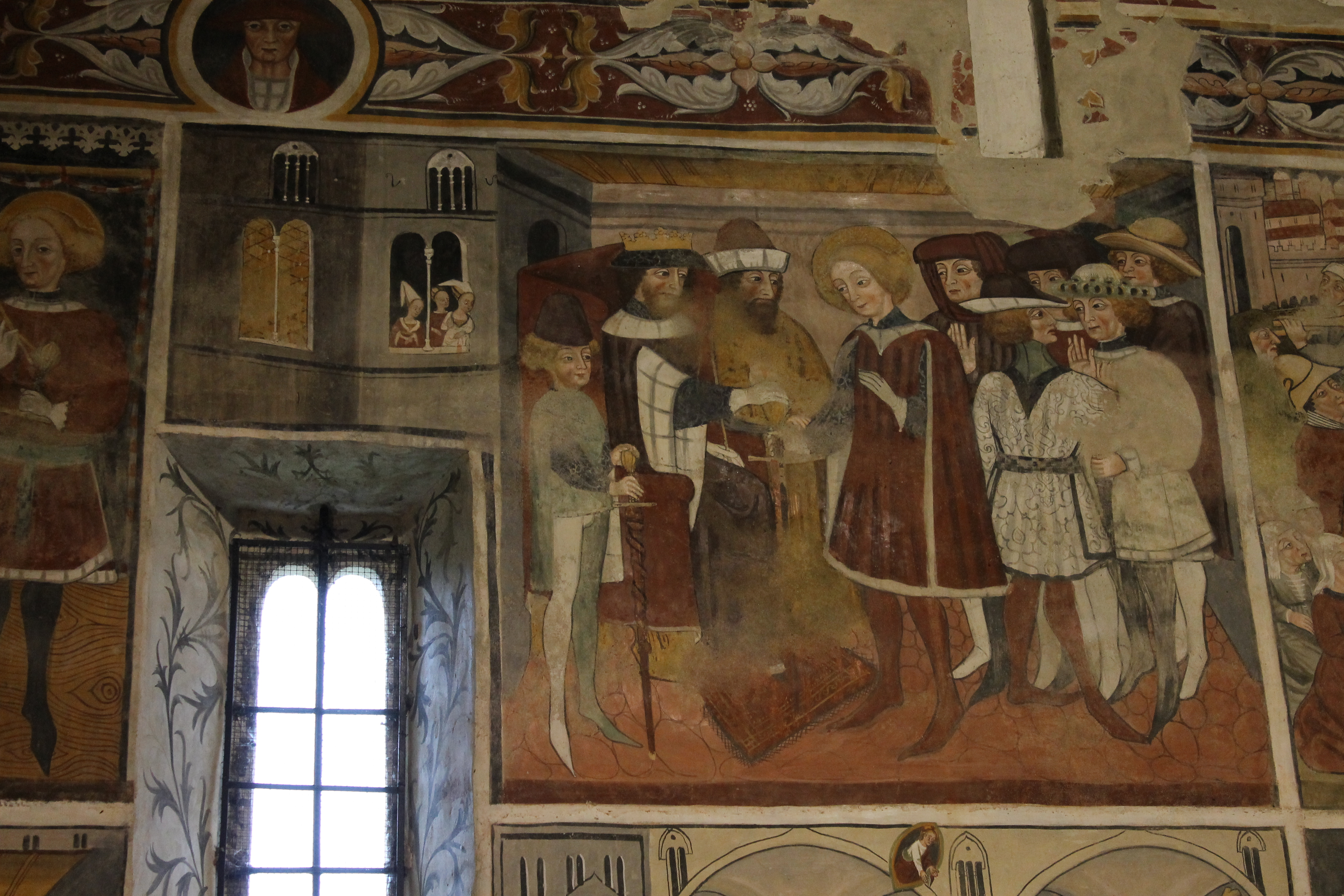
San Fiorenzo rinuncia all'attività militare
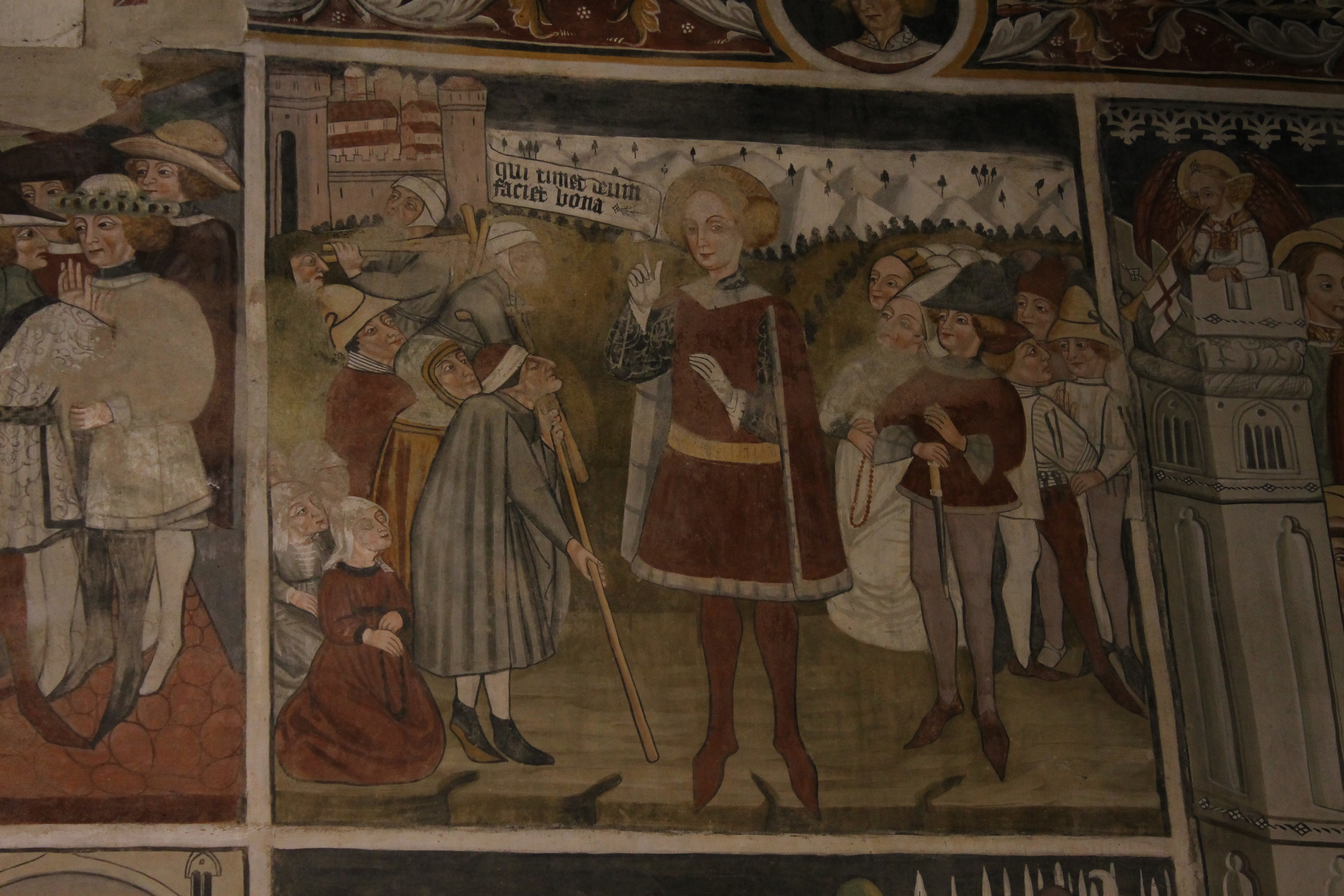
Miracoli del santo
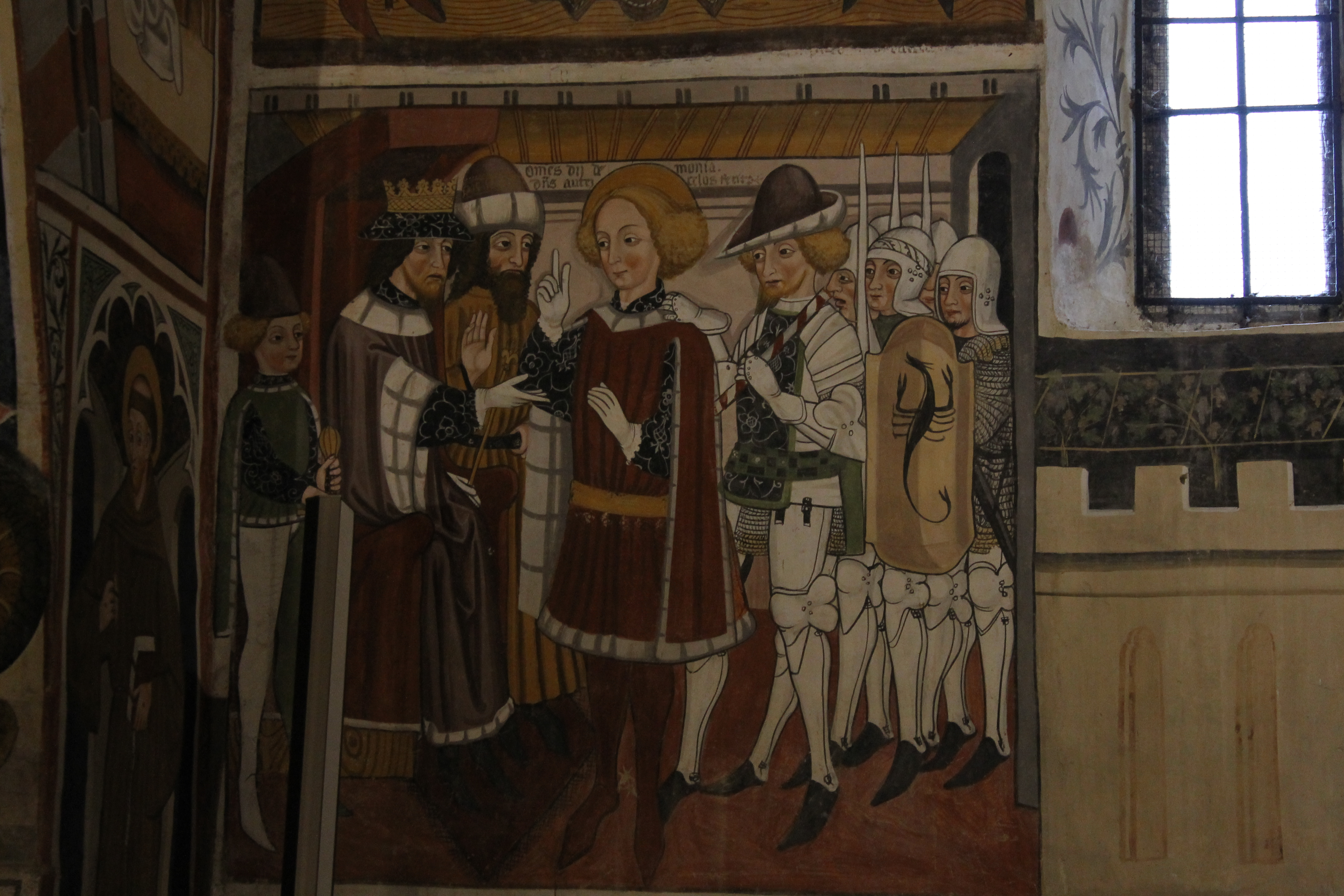
Processo del santo
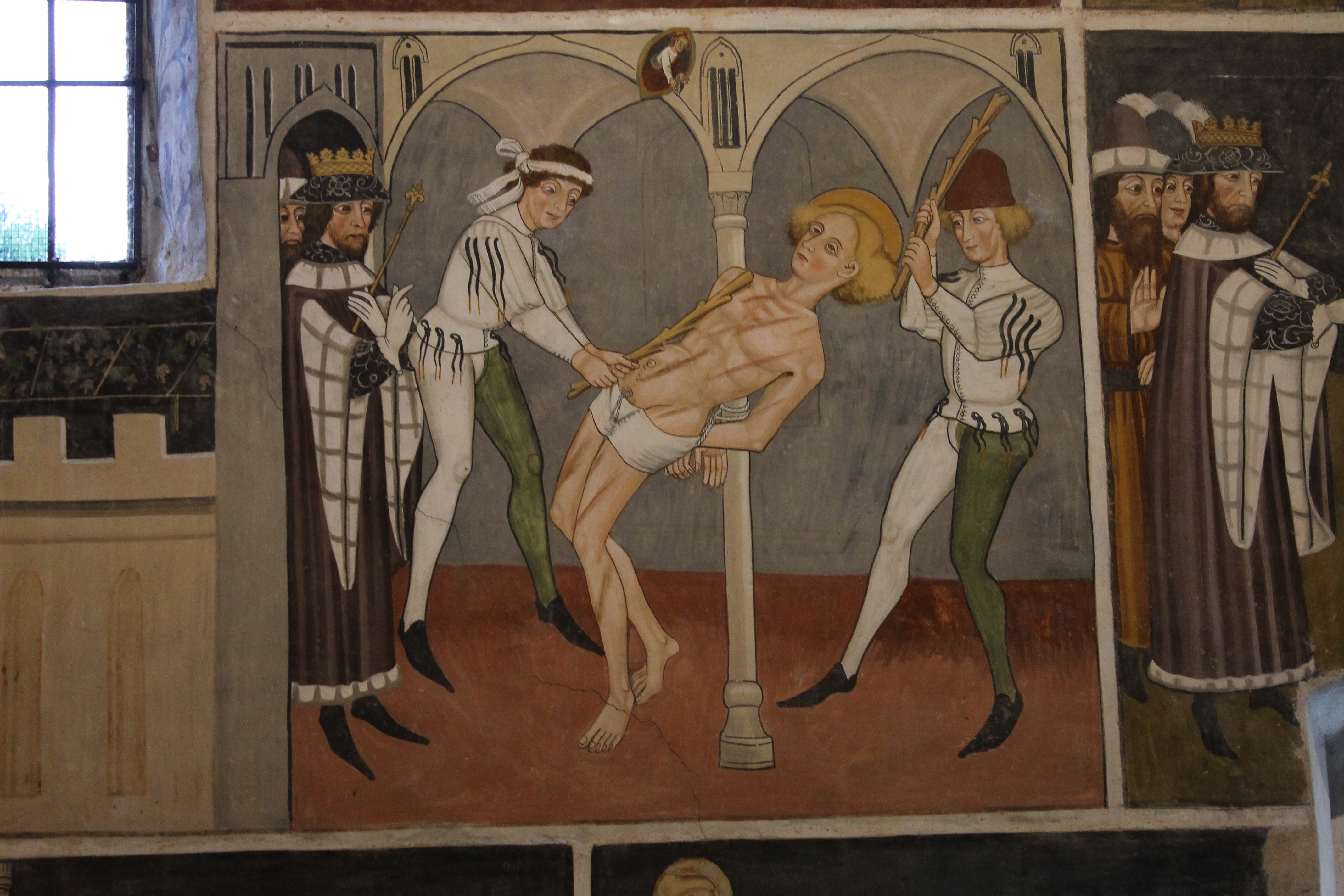
San Fiorenzo bastonato
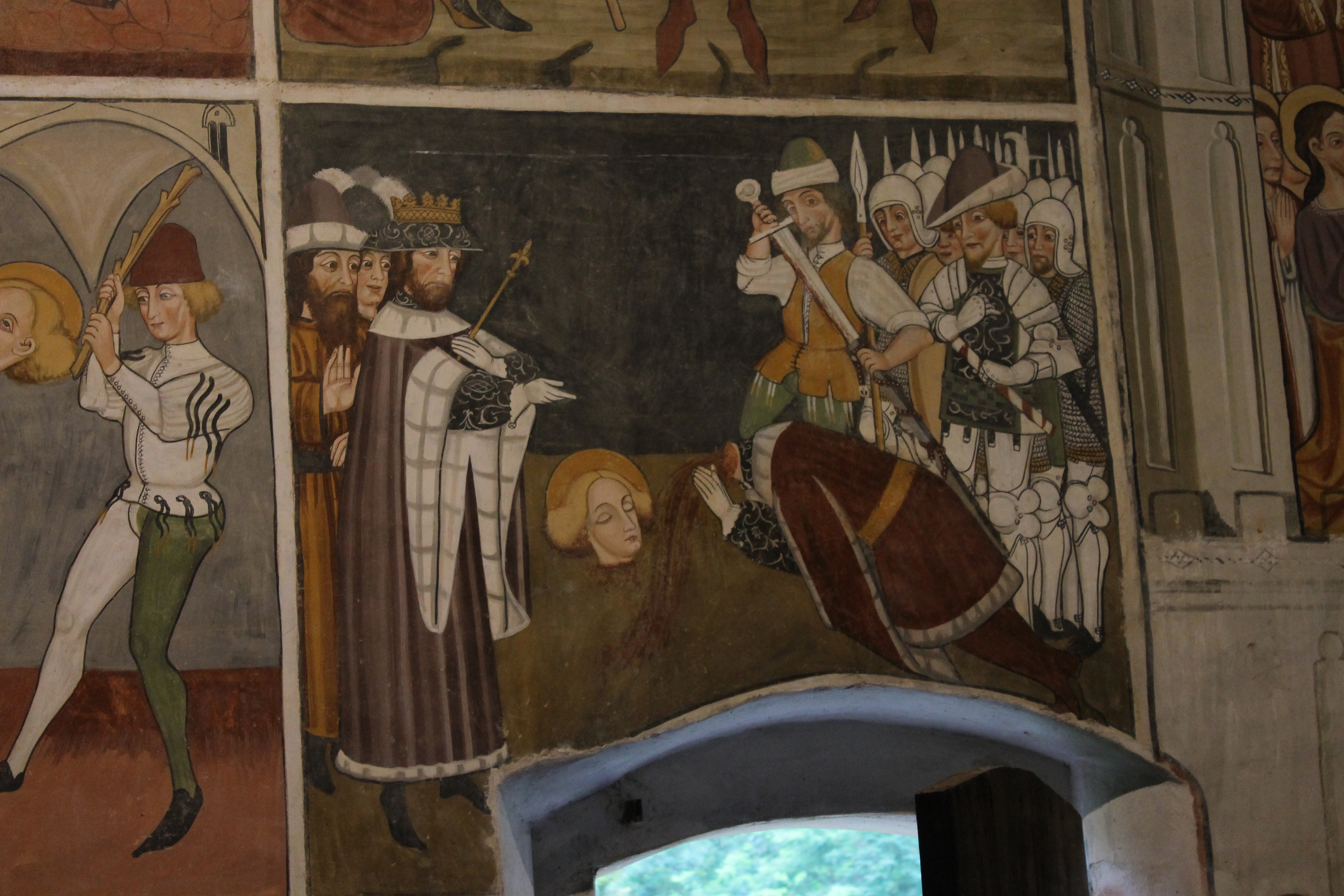
Martirio del santo
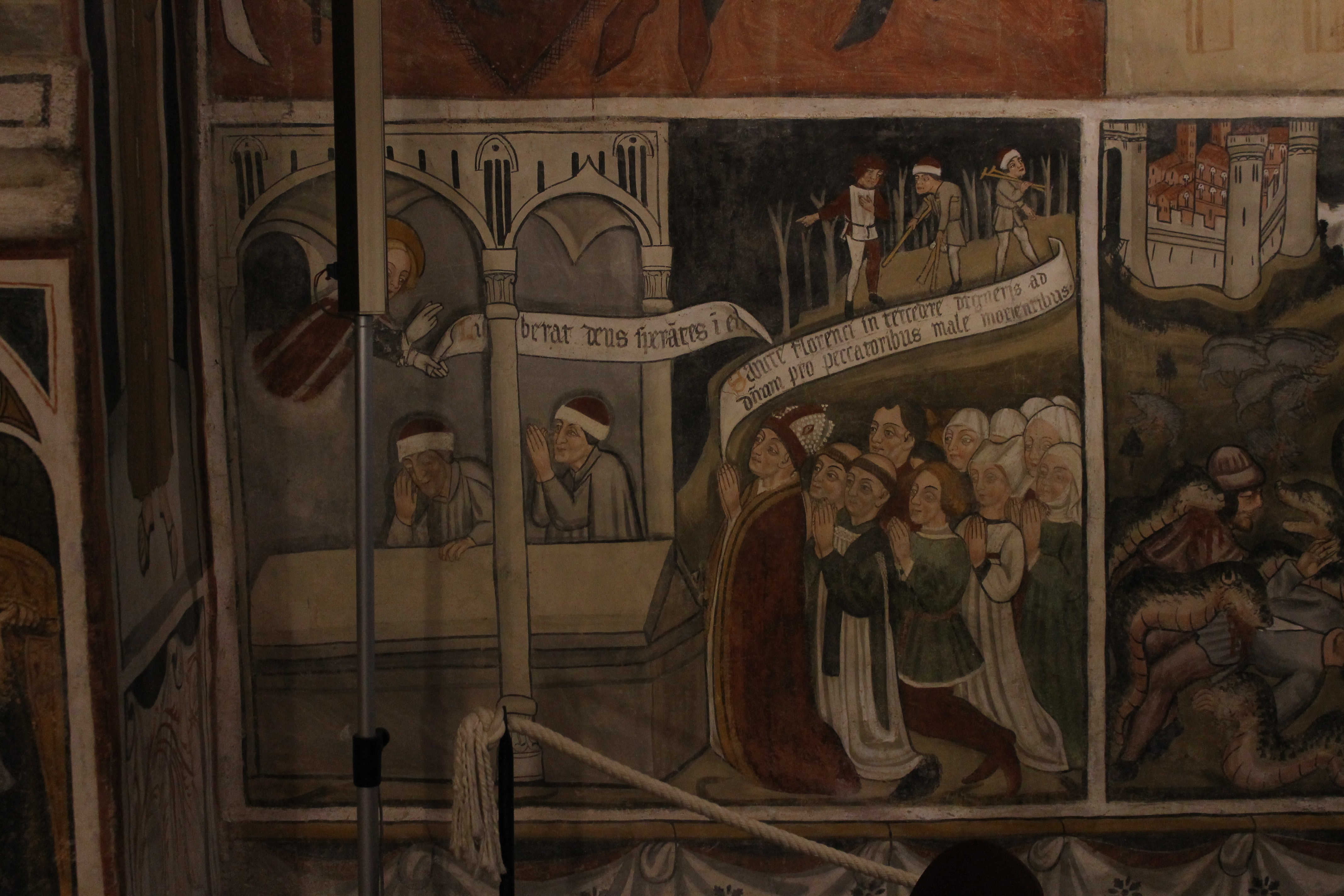
Invocazioni
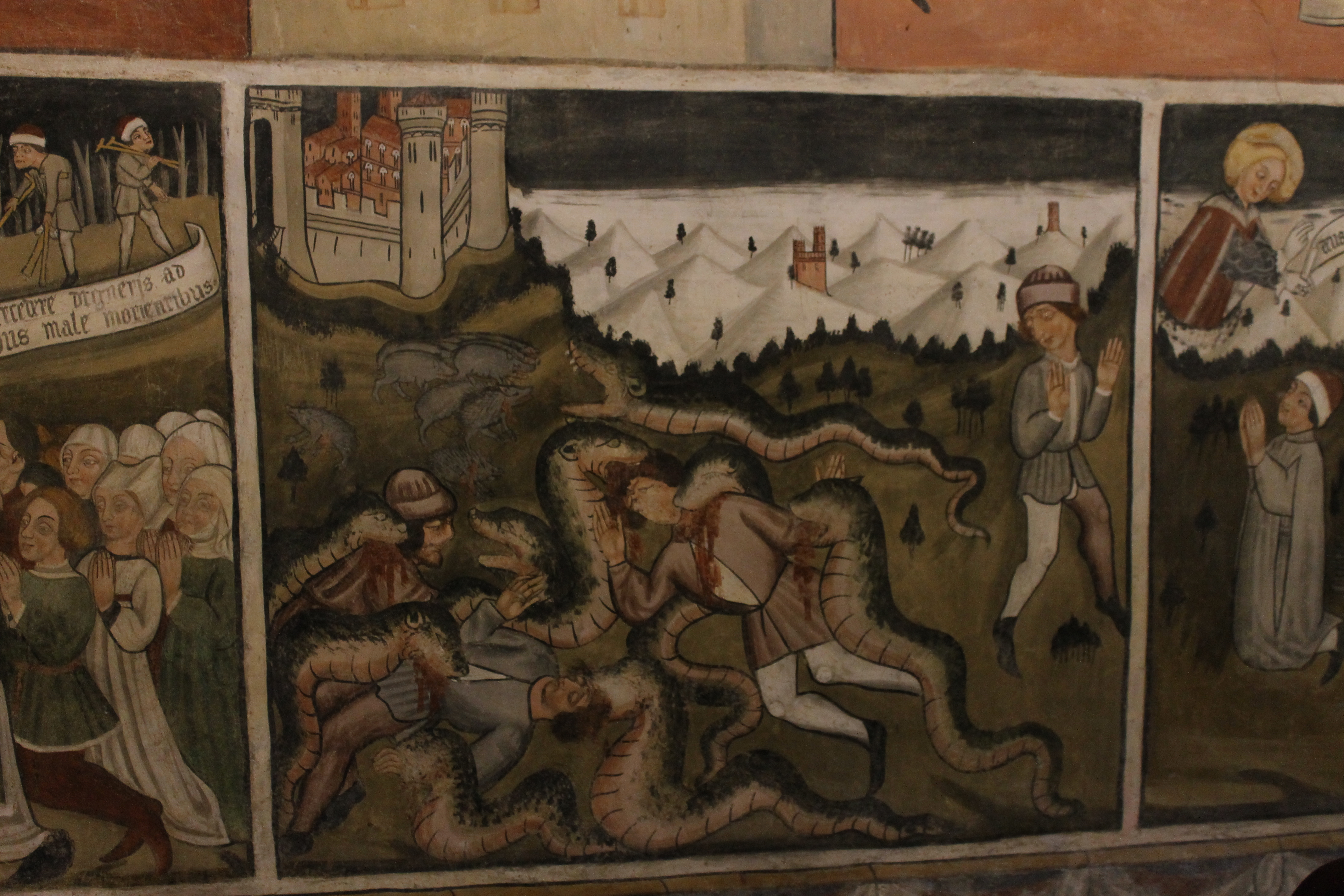
Invasione dei mostri; il significato è controverso: secondo alcuni, i serpenti e i maiali sono una allegoria per indicare i Saraceni, secondo altri, i serpenti simboleggiano una pestilenza
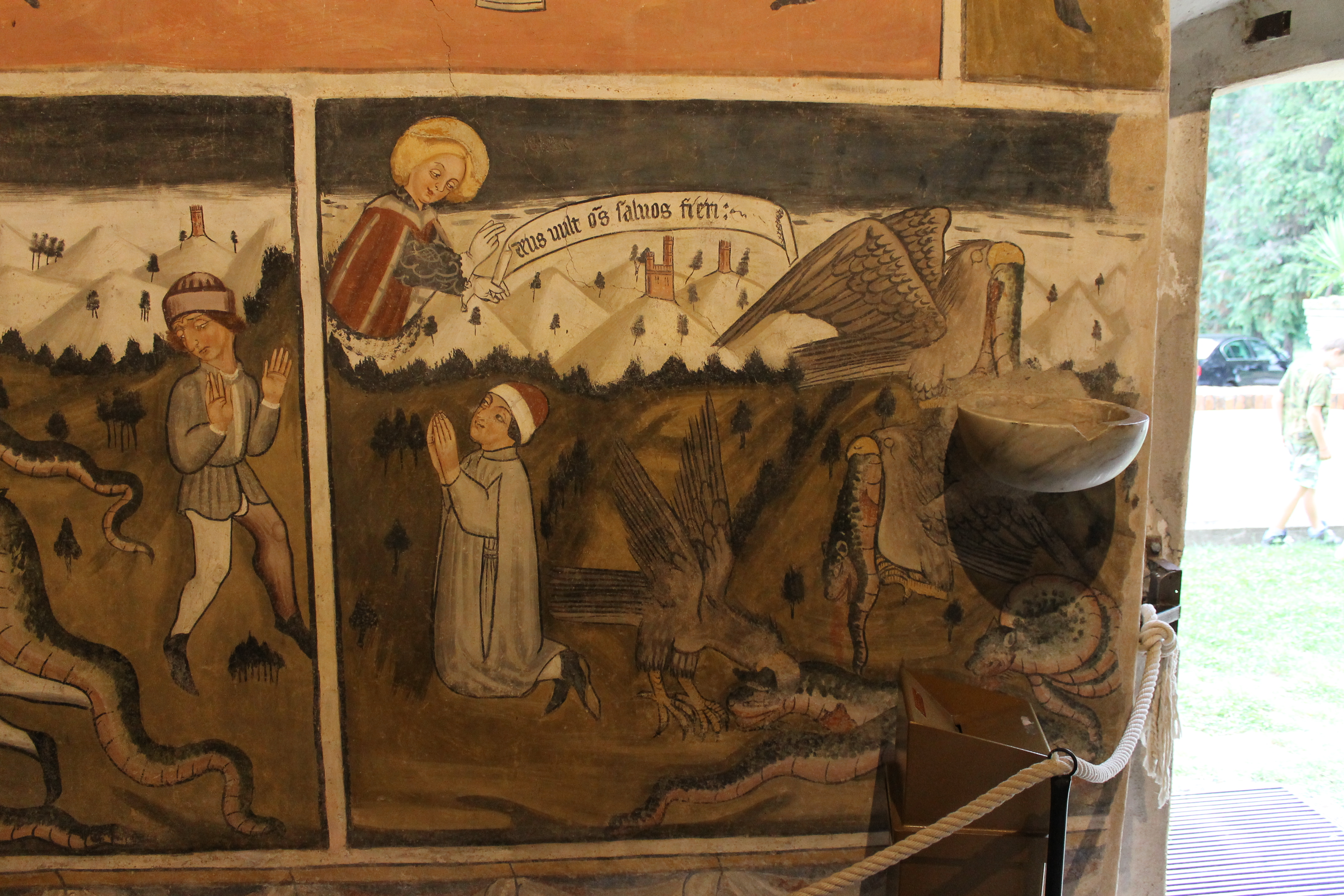
Liberazione dal flagello (i rapaci sono probabilmente bianconi)
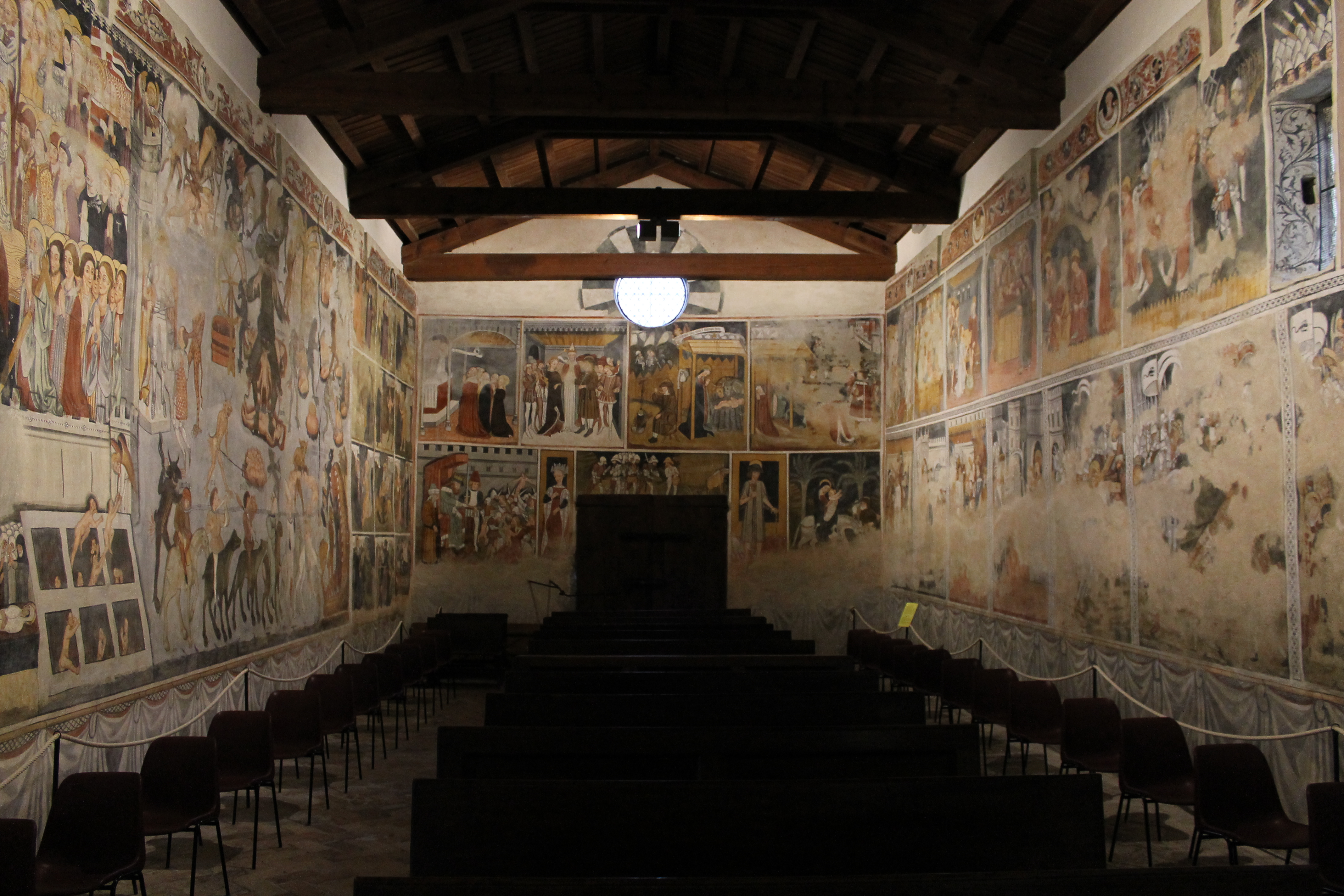
Interno della chiesa
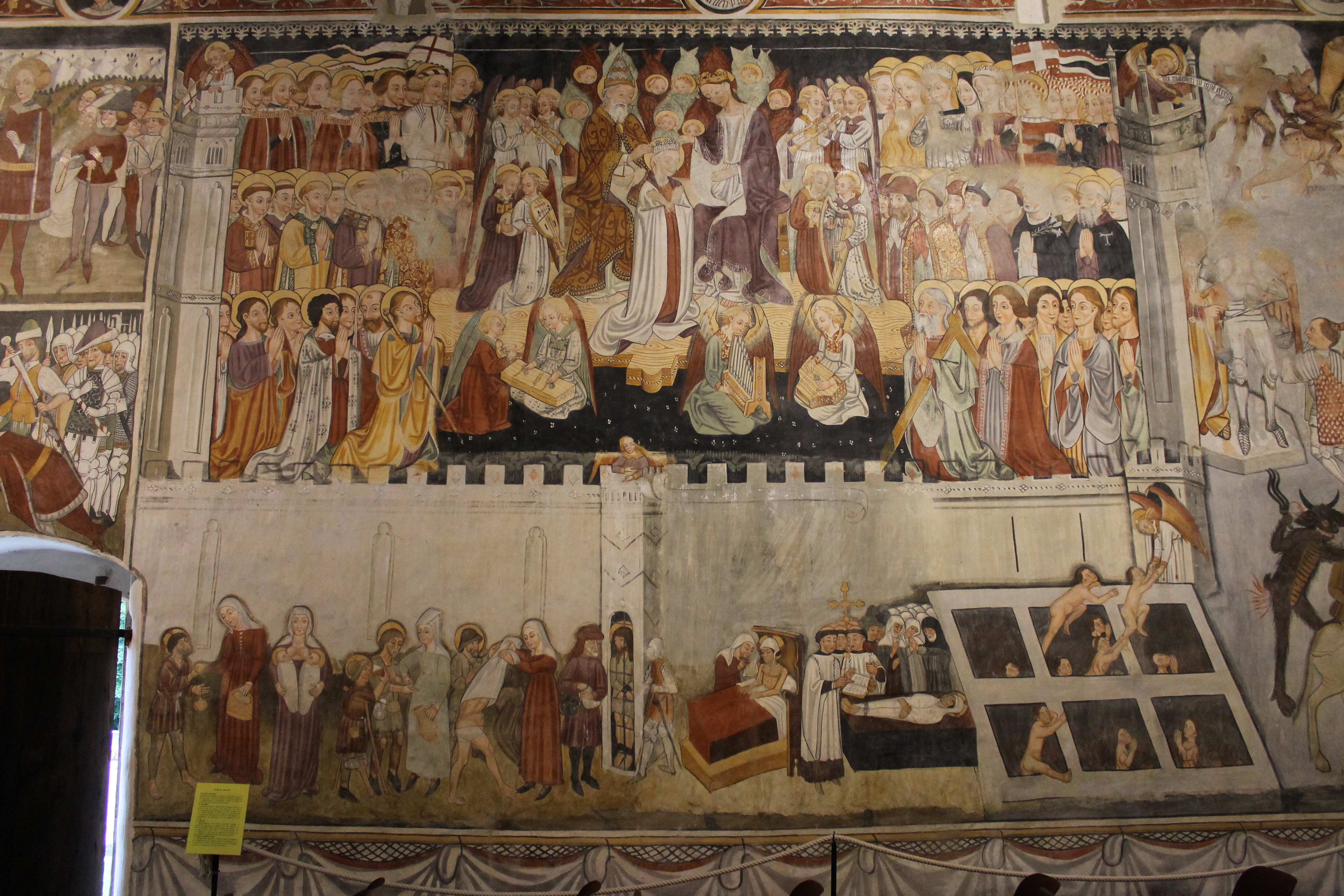
Paradiso: nella parte bassa vengono mostrate le sette opere di misericordia corporale (con l'eccezione dell'alloggiare i pellegrini, sostituita dalla figura di una donna che allatta, a rappresentare la carità)
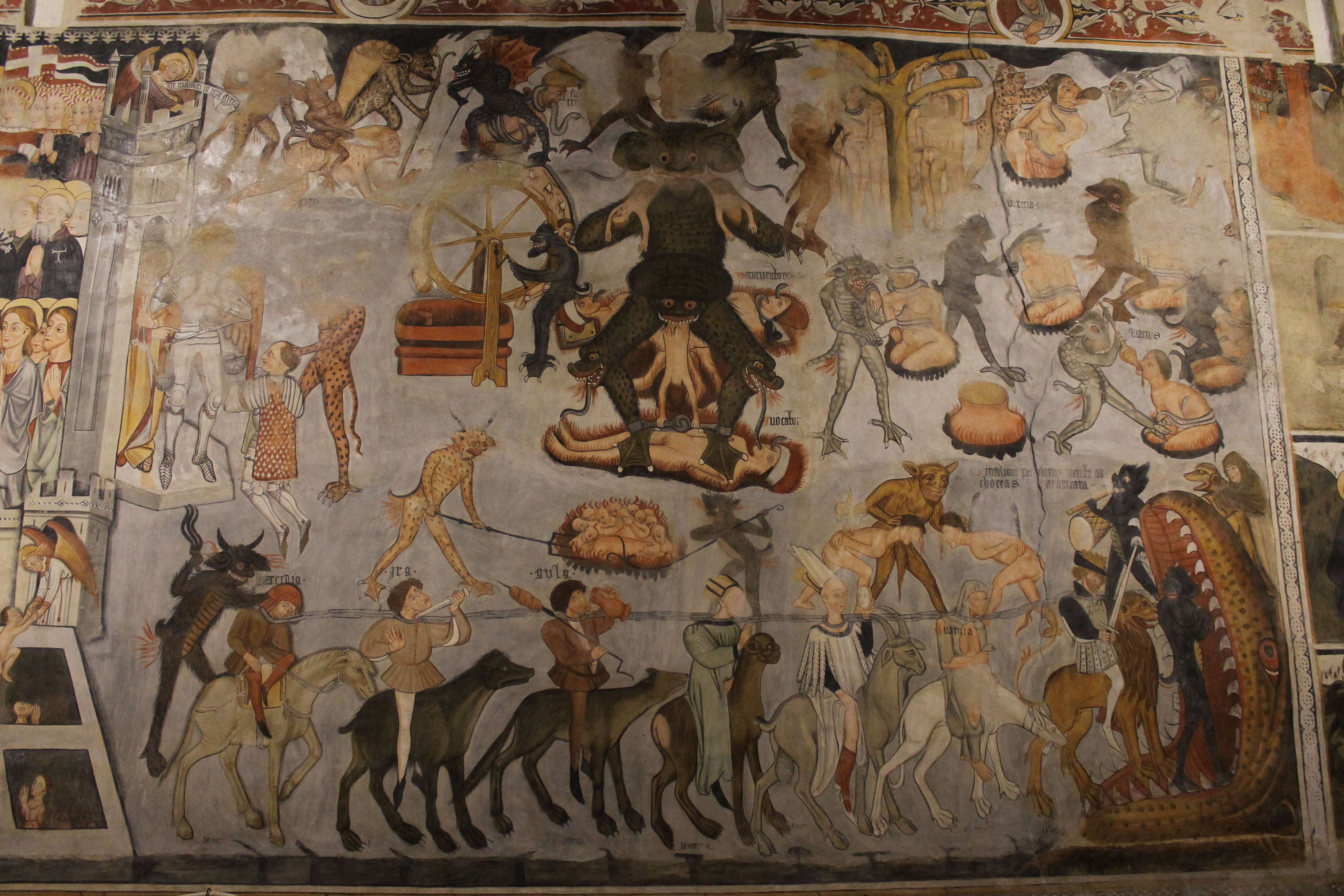
Inferno: nella parte bassa sono rappresentati i sette peccati capitali
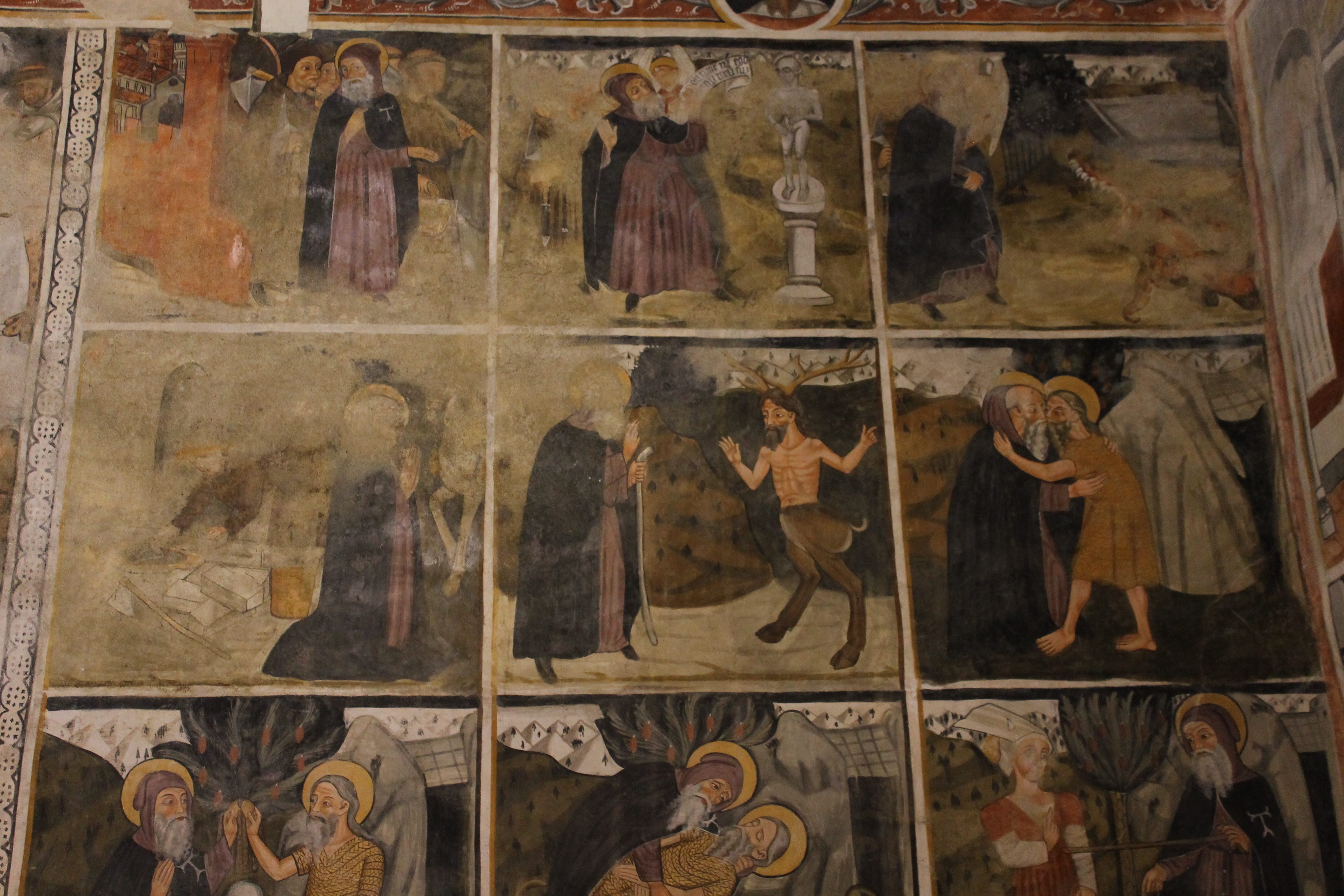
Vita di S. Antonio
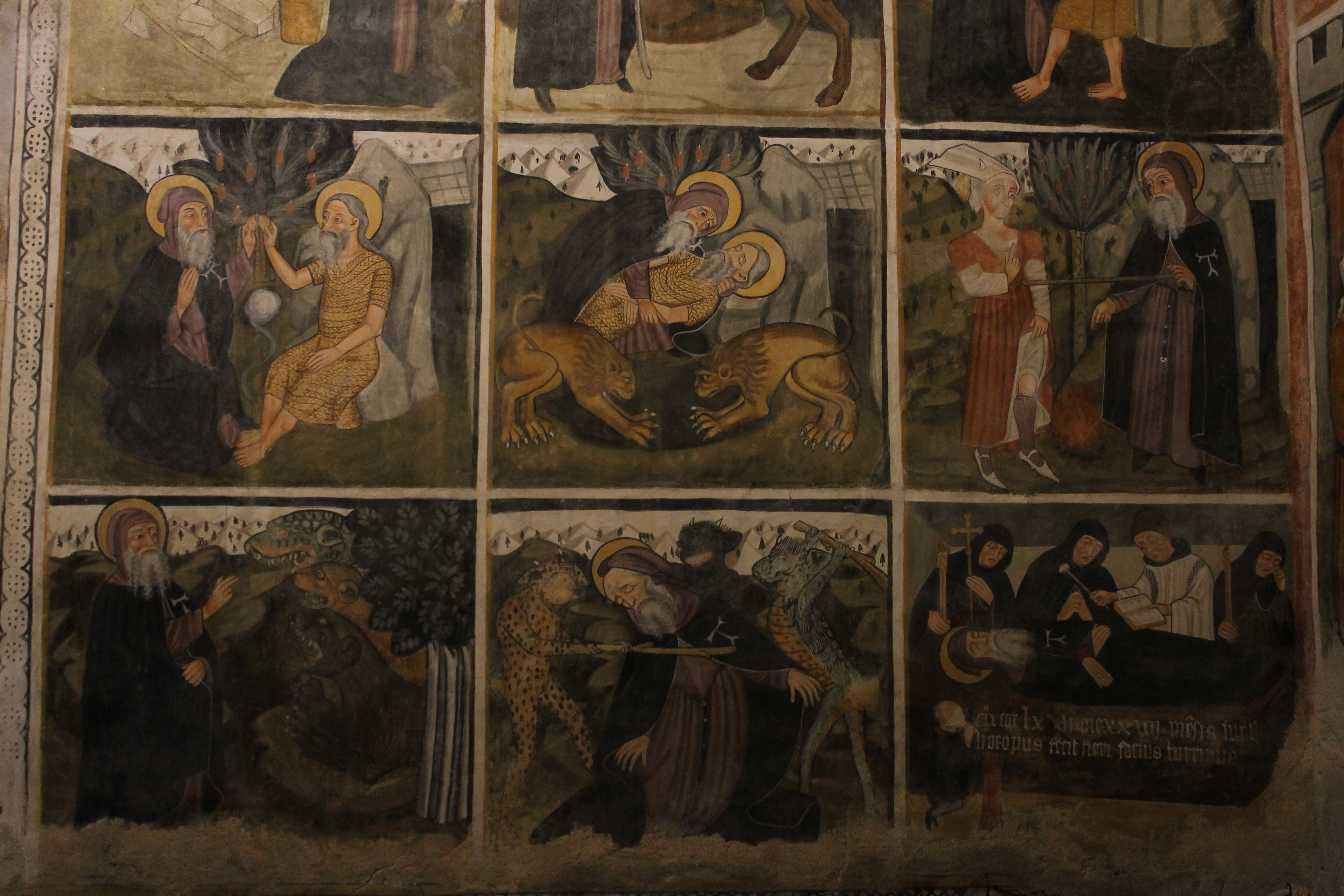
Vita di S. Antonio
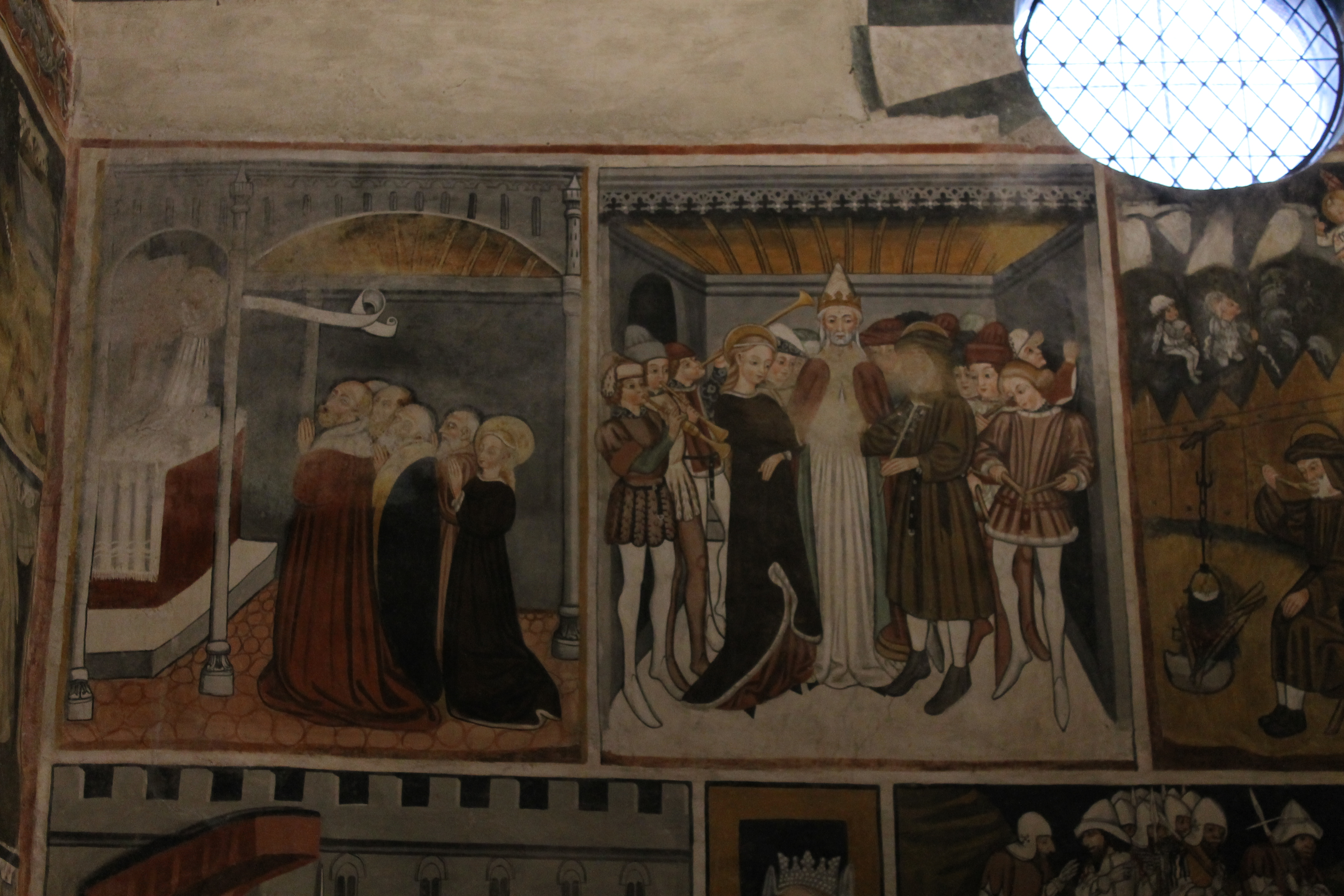
Preghiera della Vergine e fidanzamento
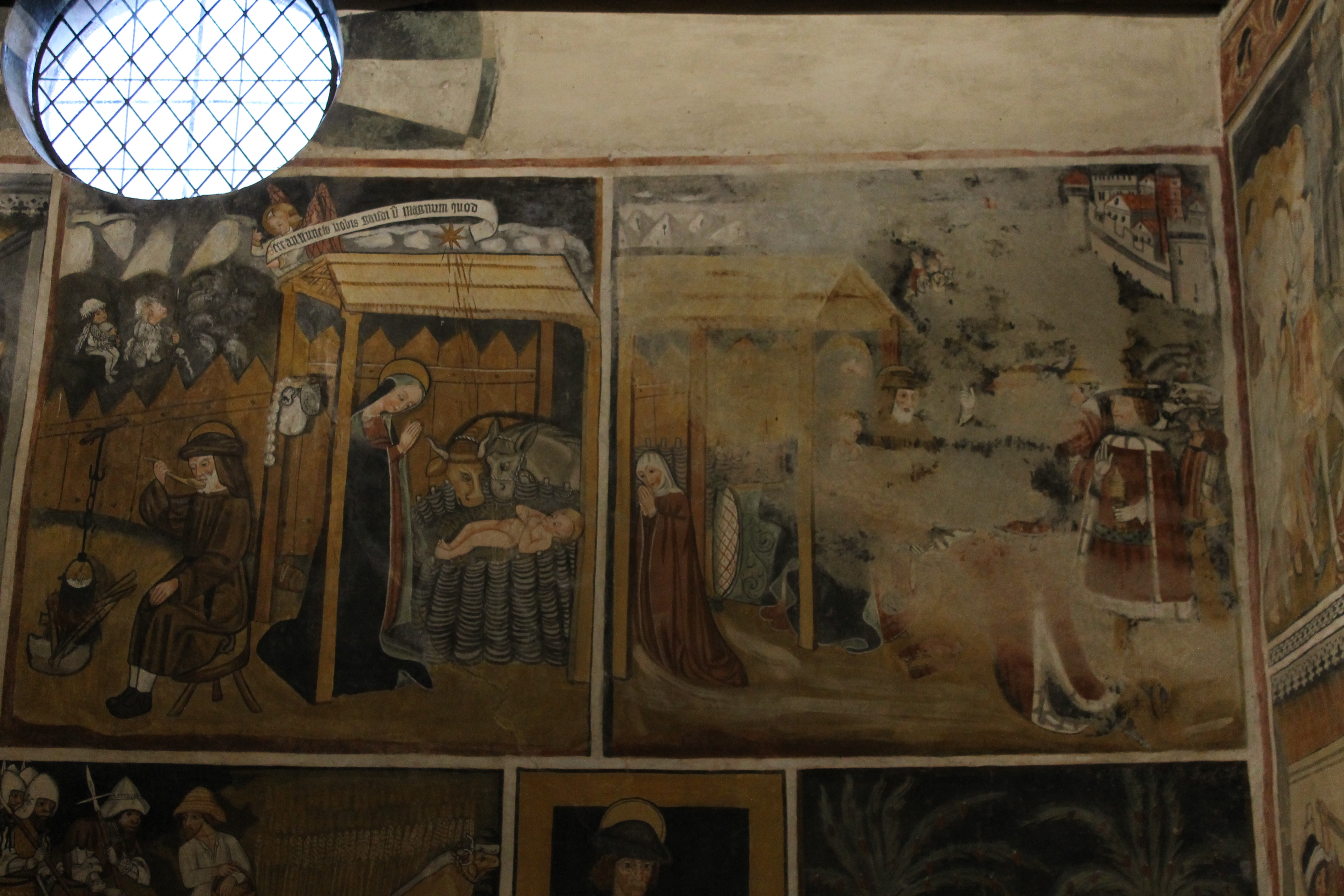
Natività e adorazione
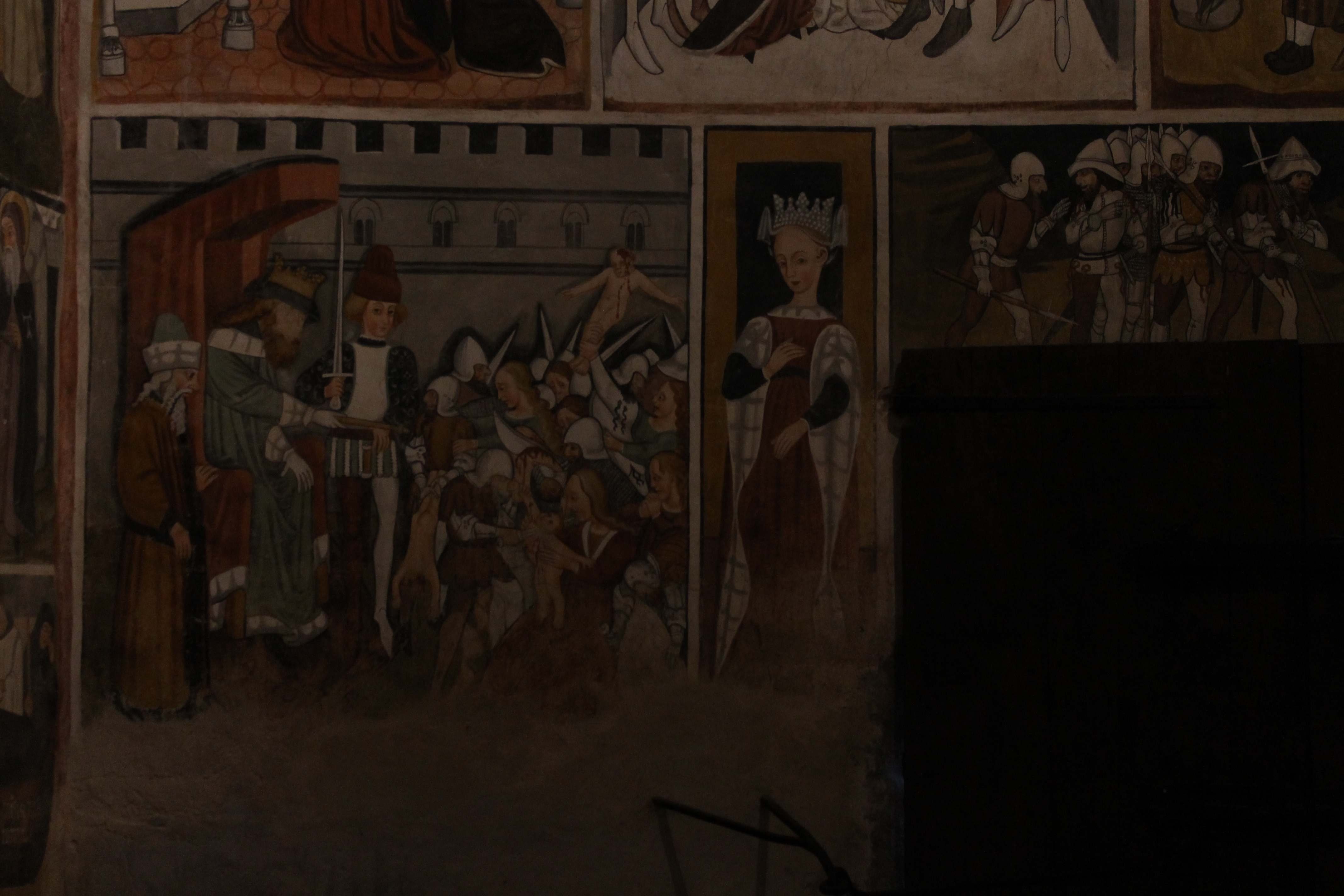
Strage degli innocenti
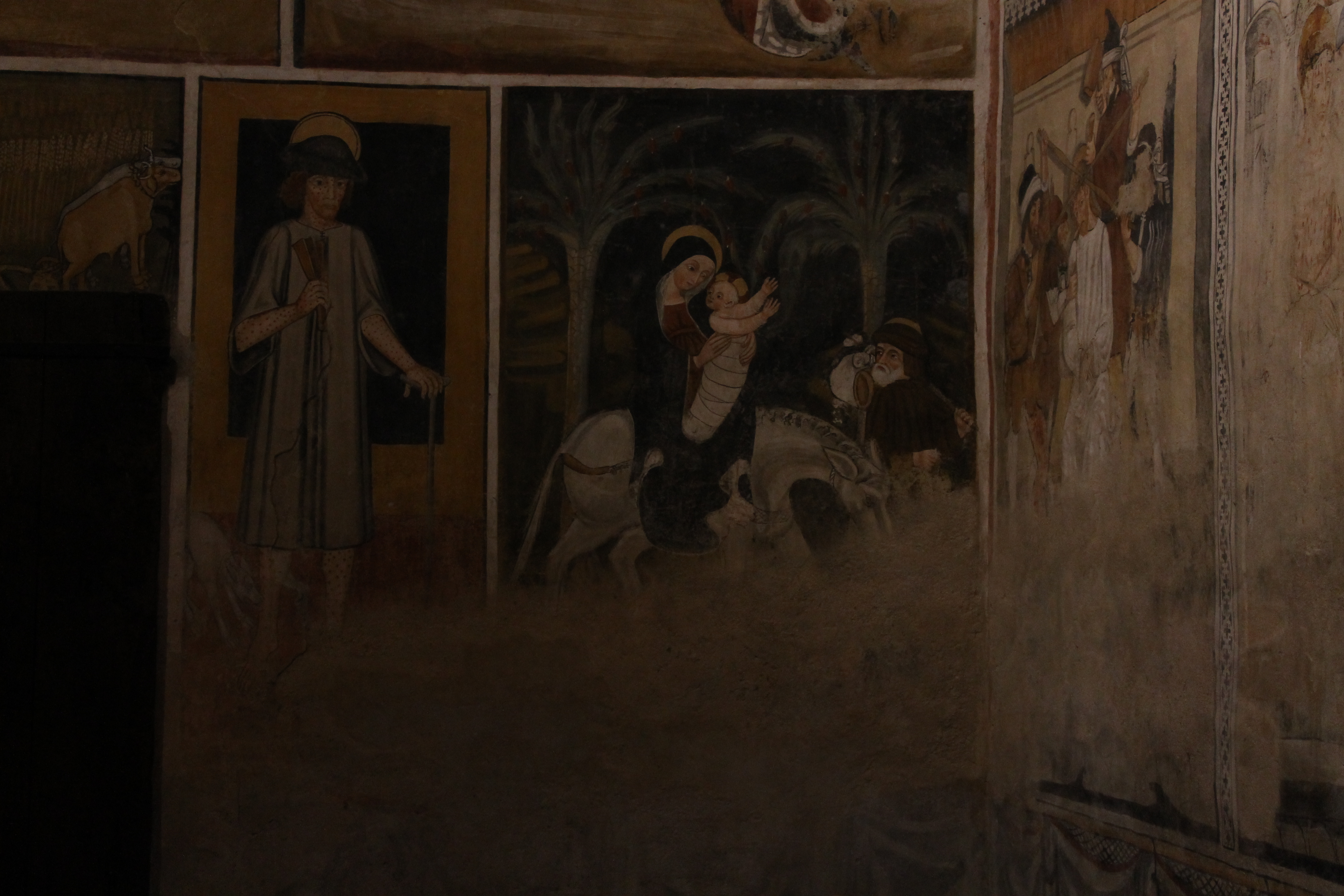
Miracolo della palma (il pittore, che evidentemente non aveva mai visto una palma da datteri dal vivo, colloca i datteri sulle foglie)
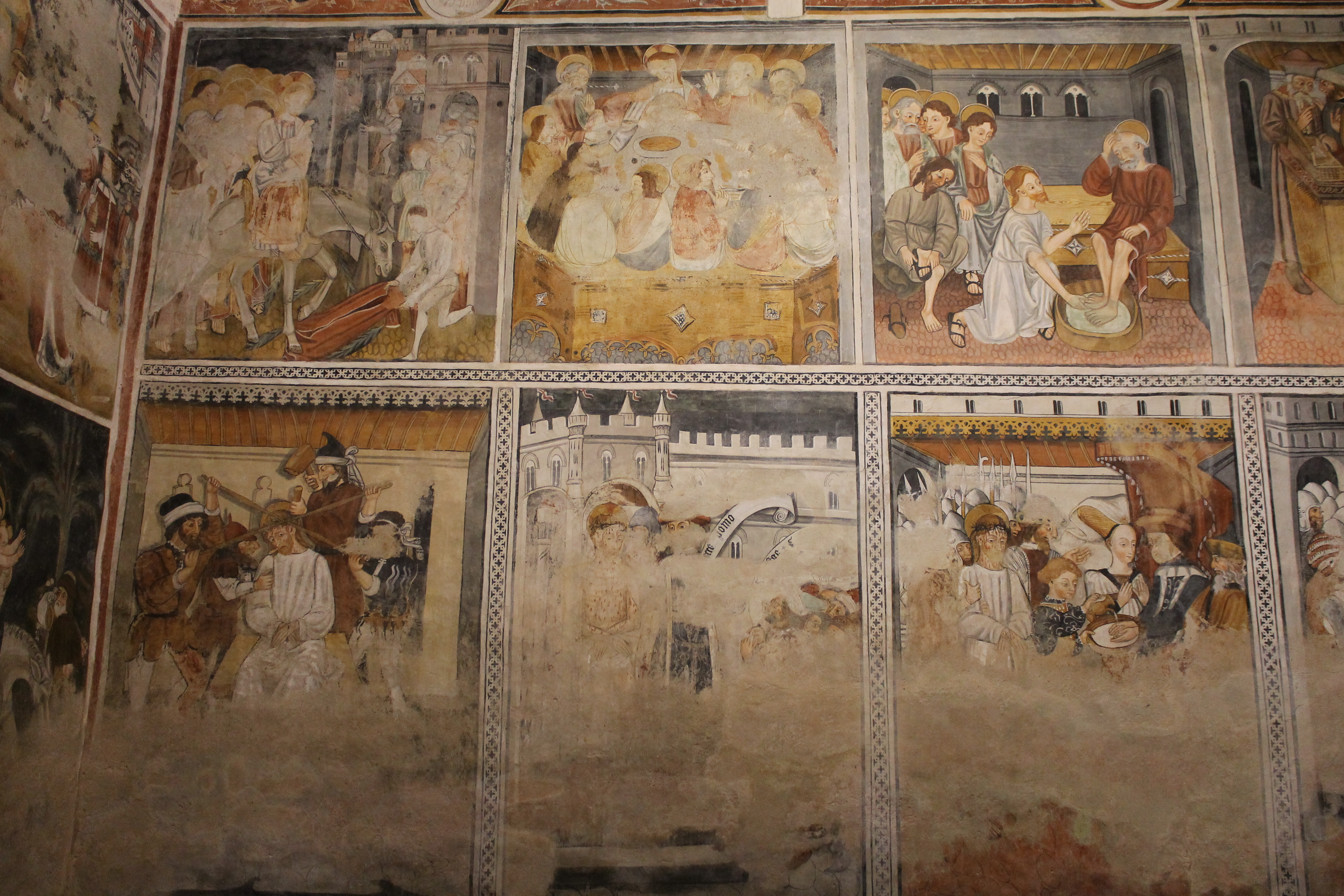
Passione di Cristo
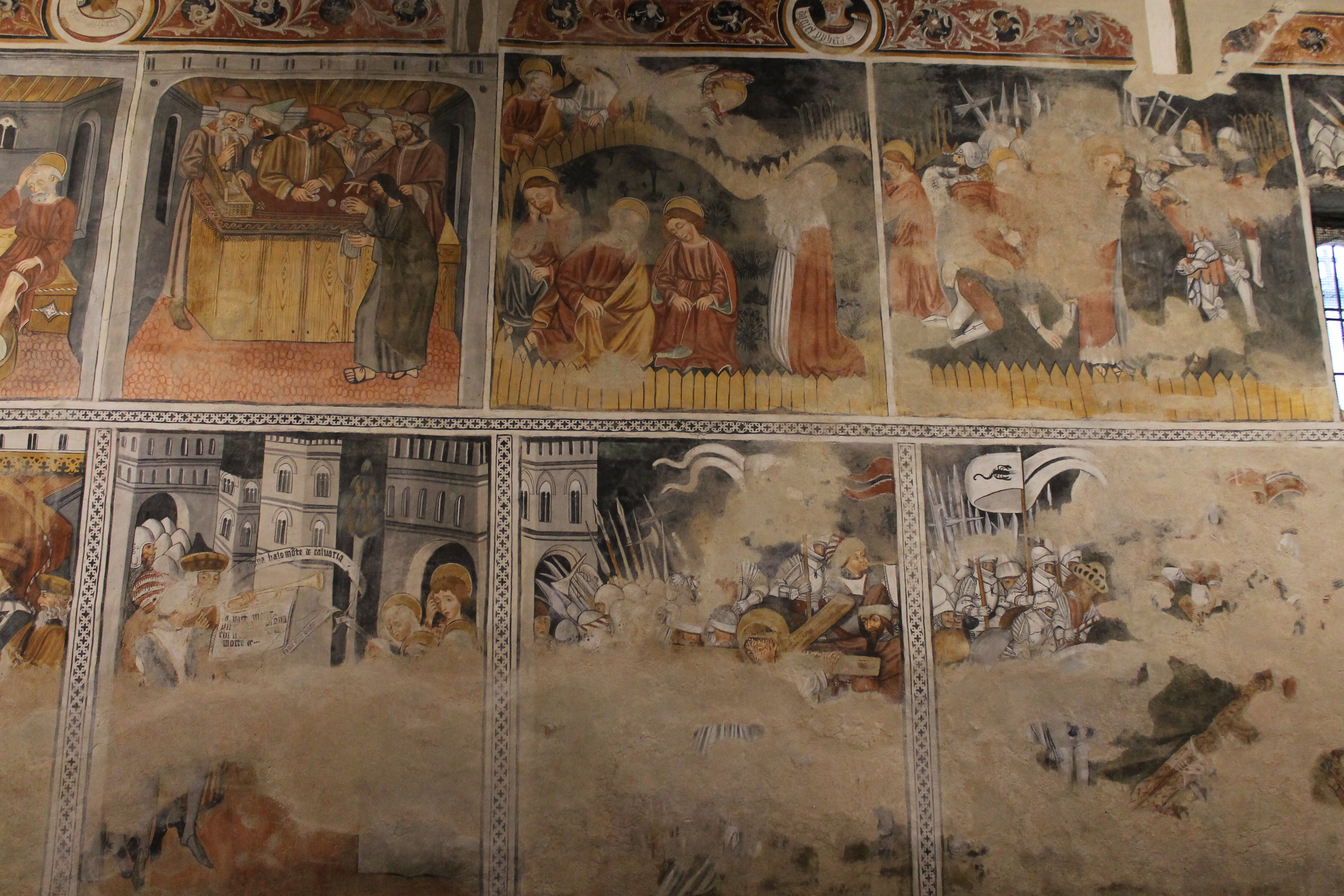
Passione di Cristo
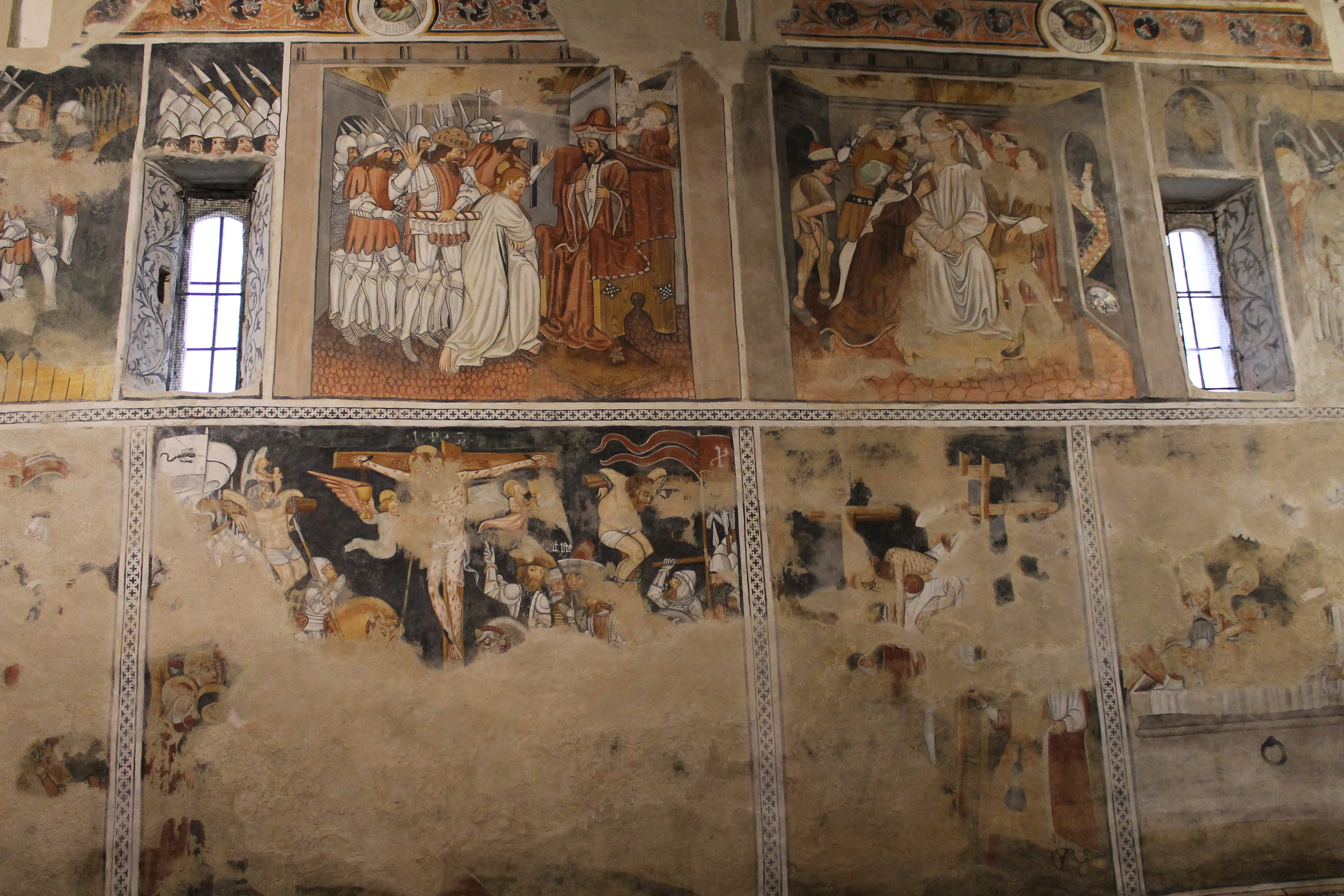
Passione di Cristo
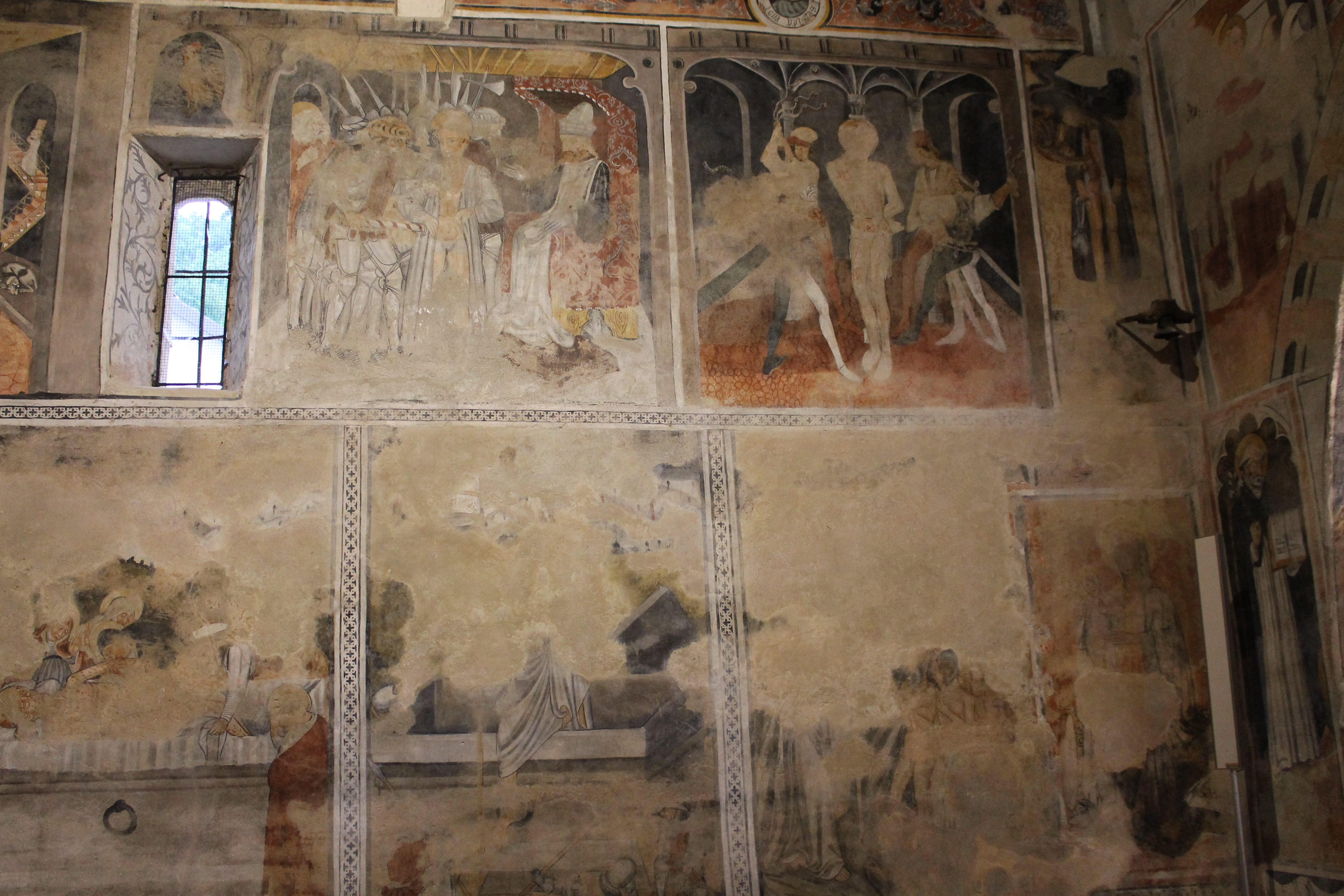
Passione di Cristo

## Dittico di Fernando Bassani
Le due sculture di Fernando Bassani sono state installate nel sagrato della chiesa nel 2013
“La forma astratta ma ancor più il titolo ci permettono la più romantica e libera interpretazione delle opere, rendendole così di una potenzialità sorprendente”. F.B.